# Kapkolonie
Die Kapkolonie (Das Capland) war eine zunächst niederländische, später britische Kolonie im heutigen Südafrika. Zum Zeitpunkt ihrer größten Ausdehnung erstreckte sie sich vom Atlantischen Ozean im Westen bis zum Fish River im Osten. Im Norden bildete der Oranjefluss, auch bekannt als Gariepfluss, lange Zeit die Grenze. Später kam noch das Land zwischen dem Oranje und der heutigen Grenze Botswanas hinzu.
Die Geschichte der Kapkolonie begann 1652 mit der Gründung Kapstadts durch Jan van Riebeeck im Auftrag der Niederländischen Ostindien-Kompanie (VOC). Die Stadt war als Stützpunkt zur Versorgung von Schiffen mit Lebensmitteln gedacht. Großbritannien besetzte das Gebiet 1795 im Verlauf der Napoleonischen Kriege und gab es 1803 an die Batavische Republik zurück. 1806 wurde die Kapkolonie im Zuge des Britisch-Französischen Kolonialkonflikts erneut durch die Briten besetzt, um Napoleon fernzuhalten und die Seehandelswege zu kontrollieren. Am 8. Januar 1806, nach der Schlacht von Blaauwberg, wurde das Kap britische Kolonie. Von 1810 bis 1812 erfolgte eine kurze Okkupation durch das französische Kaiserreich. 1910 wurde die Kapkolonie als Kapprovinz Teil der Südafrikanischen Union.

## Bis 1806

### Frühe europäische Besiedelung
Die niederländische Besiedlung des Gebiets begann im März 1647 mit der Havarie des Schiffes Nieuw Haarlem. Die Schiffbrüchigen errichteten ein kleines Fort mit dem Namen „Sand Fort van de Kaap de Goede Hoop“. Nach ihrer Rückkehr in die Niederlande versuchten einige von ihnen, die Niederländische Ostindien-Kompanie (VOC) zur Gründung eines Stützpunktes am Kap zu überreden.
Eine Expedition mit 90 calvinistischen Siedlern unter dem Kommando von Jan van Riebeeck gründete so im Auftrag der VOC 1652 nahe dem Kap der Guten Hoffnung die erste dauerhafte Siedlung. Van Riebeeck gehörte bereits zur Besatzung der Schiffe, die die havarierten Segler retteten. Am 6. April 1652 erreichten sie den Hafen des heutigen Kapstadt mit den fünf Schiffen Reijer, Oliphant, Goede Hoop, Walvisch und Dromedaris.
Erst 1671 weitete sich die Ansiedlung durch Landkäufe von den Khoikhoi über die ursprünglichen Grenzen des von van Riebeeck errichteten Forts aus. Die ersten Kolonisten entstammten größtenteils der unteren Mittelschicht. Sie hatten eine relativ gleichgültige Einstellung gegenüber der Entwicklung der Kolonie, da die VOC mehr als den für Seefahrt und Eigenbedarf nötigen Anbau nicht erlaubte, die Kolonisten nur auf Zeit entsandte und keine Ehefrauen zuließ. Erst ab 1685 wurde aktiv versucht, Siedler in das Land zu holen. Da die Anwerbung in Europa sich anfangs als schwierig erwies, kamen zunächst Malaien in die Kapkolonie und begannen die Besiedlung des Hinterlandes.
Die frühen malaiischen Einwanderer kamen als Sklaven seit dem Jahre 1667 in die Kapregion. Später brachte man weitere Arbeitskräfte aus Südostasien hierher. Durch diese inhomogene Bevölkerungsgruppe entstanden nach und nach die ersten islamischen Gemeinden in der Kapkolonie.
Nach dem Widerruf des Ediktes von Nantes 1685 kamen 150 Hugenotten aus Frankreich ans Kap. Da sie die ersten Winzer in der Kolonie waren, beeinflussten sie durch ihren Bedarf an bestimmten Weinlagen die weitere Siedlungspolitik. So ist das 1679 gegründete Stellenbosch auch heute noch berühmt für seinen Weinanbau.

### Weitere Expansion
Die Kapkolonie dehnte sich jetzt weiter nach Norden und Osten aus. Hierbei kam es verstärkt zu Konflikten mit den nomadisch lebenden Khoikhoi. Diese wurden zudem 1713 und 1755 durch Pocken-Epidemien dezimiert. Einige Stämme blieben schließlich unabhängig, aber die meisten Khoikhoi verdingten sich bei den Kolonisten als Hirten. Trotzdem schwelte der Konflikt zwischen Nomaden und Ackerbauern ständig weiter. 1787 unterwarf die niederländische Regierung die Khoikhoi Restriktionen, die sie abhängiger von den Farmern machten. Die daraufhin einsetzende Abwanderung der Khoikhoi in Gebiete nördlich der Kapkolonie brachte diese wiederum in Konflikt mit den dort ansässigen San.
Als die europäischen Kolonisten auch in das Territorium der San vordrangen, gerieten diese zunehmend in Versuchung, das Vieh der Farmer zu stehlen. Es kam zu Vergeltungsaktionen und letztlich zur Vertreibung der San. „Kommandos“ töteten und verhafteten innerhalb von sechs Jahren angeblich über 3000 San. Aus der Organisation dieser Kommandos mit Feld-Kommandanten und Fähnrichen entwickelte sich das System der lokalen Regierung in den niederländisch besiedelten Bezirken Südafrikas.
Die niederländischen Kolonisten importierten zudem Arbeitskräfte aus Indonesien, Malaysia, Madagaskar und Mosambik. Von diesen „Gastarbeitern“ stammen die Cape Coloureds ab, die heute den größten Teil der Bevölkerung der Provinz Westkap bilden.

### Konflikte mit der VOC

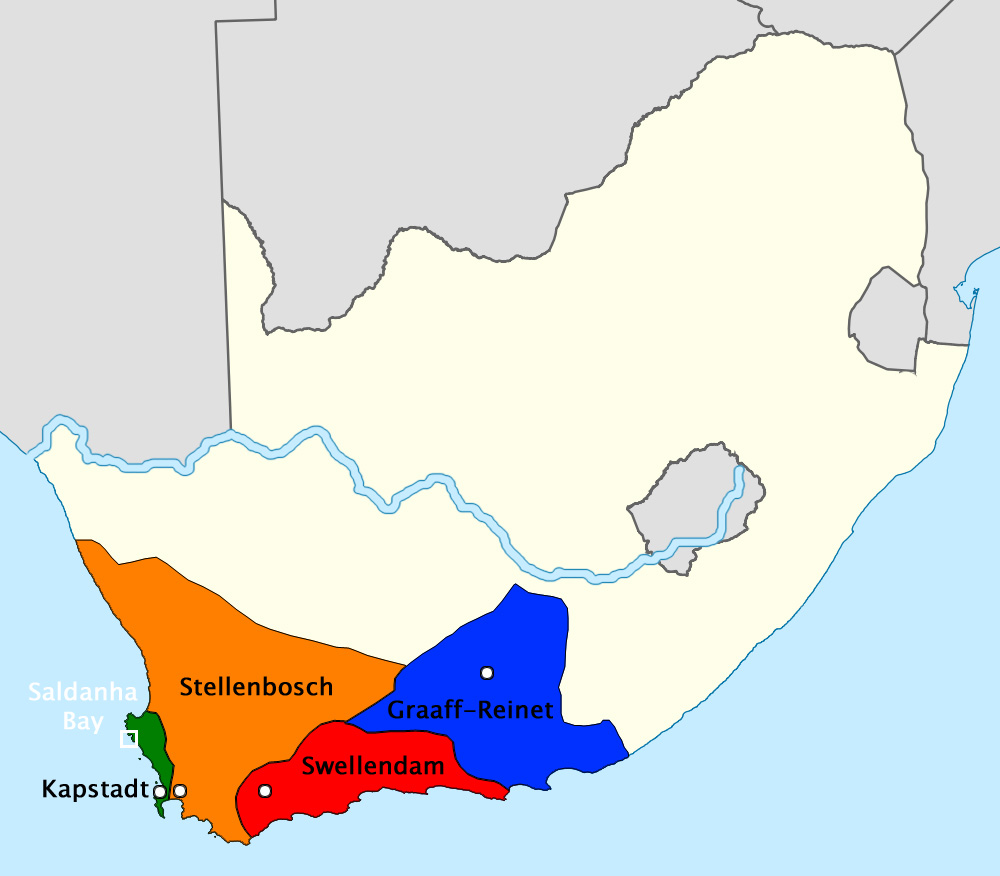
Die Kapkolonie mit den batavischen Tochterrepubliken Graaff-Reinet (blau) und Swellendam (rot) am Vorabend der britischen Okkupation 1795

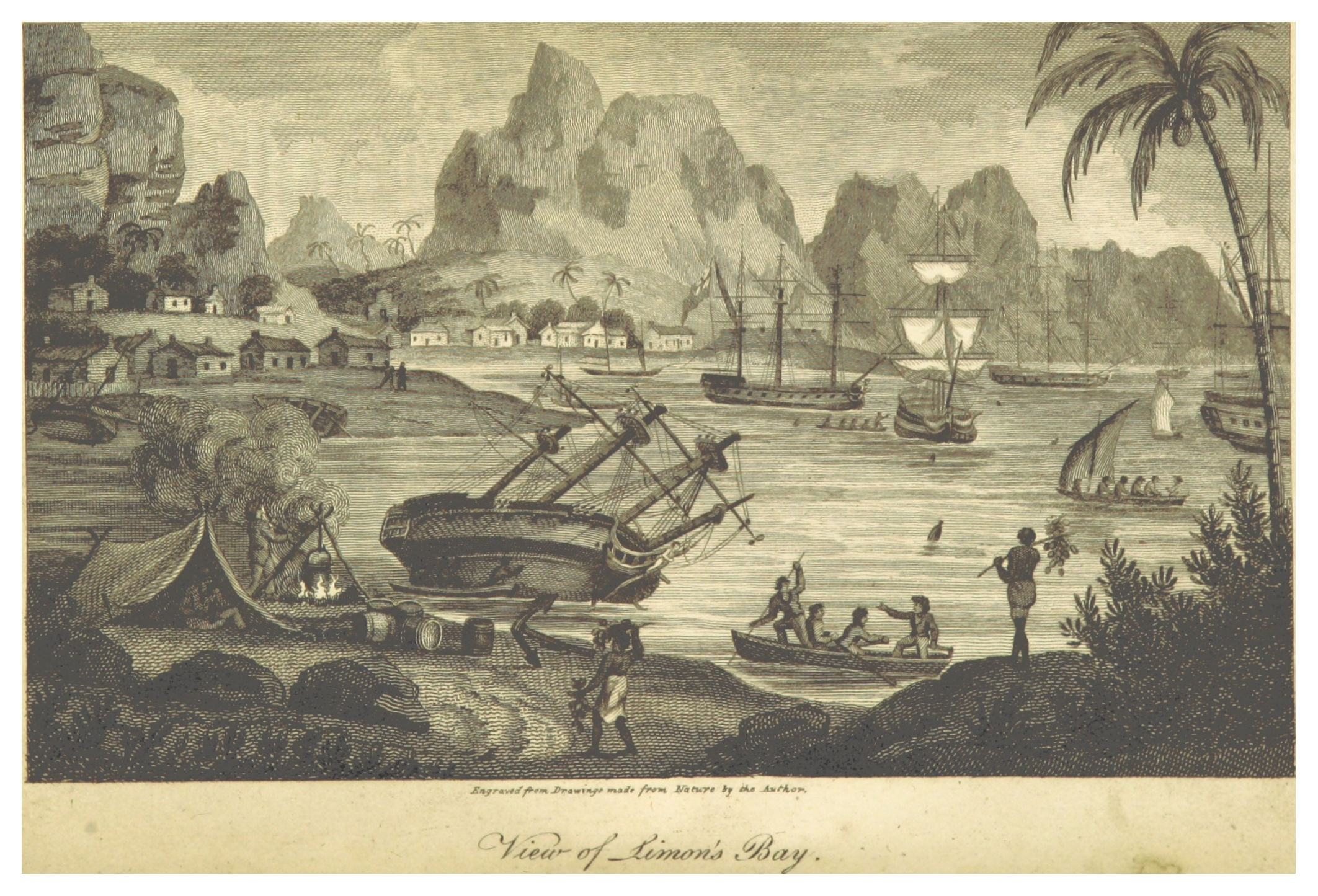
Der britische Marinestützpunkt Simon’s Town im Jahre 1806

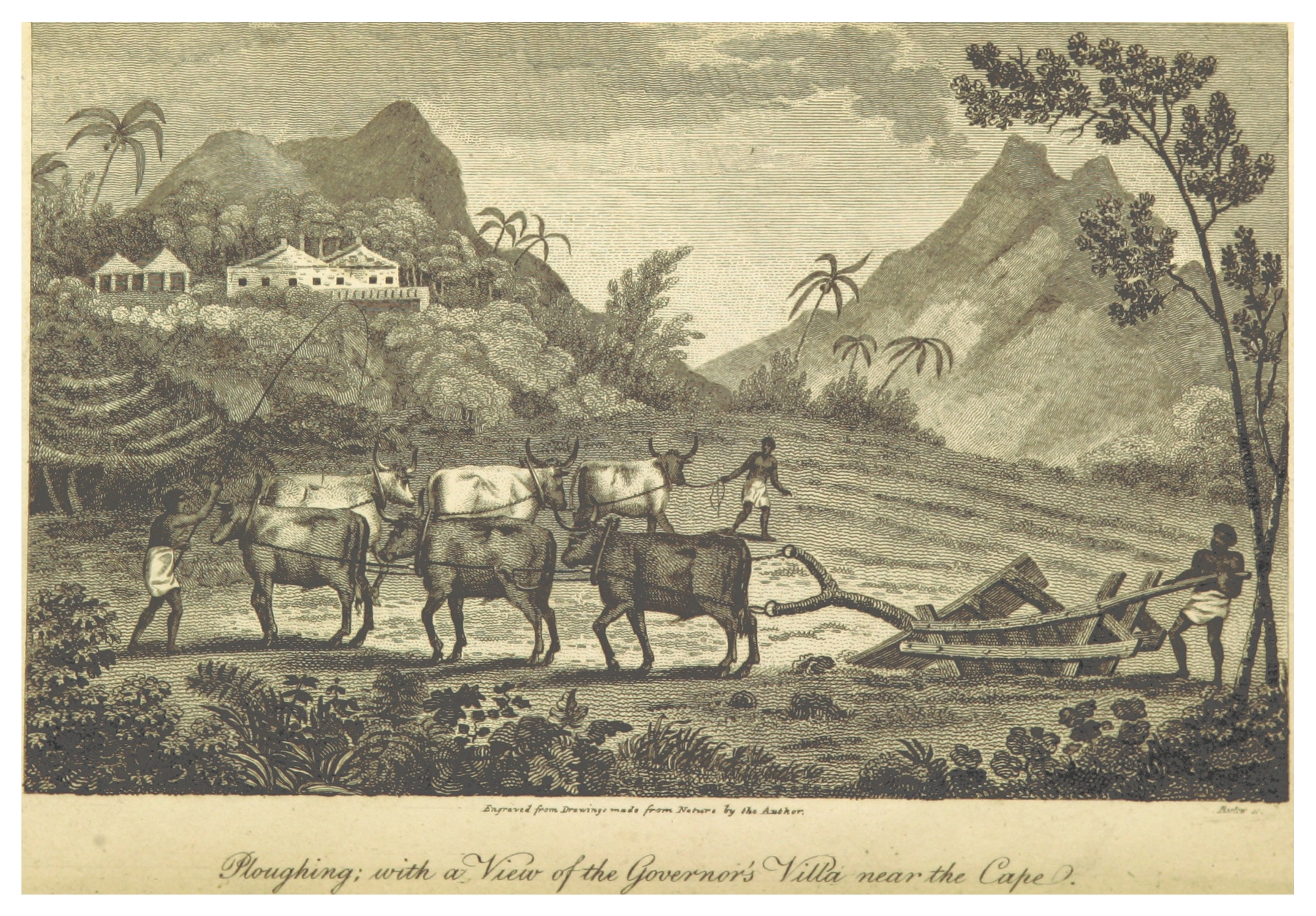
Wohnsitz des ersten britischen Gouverneurs (1806)

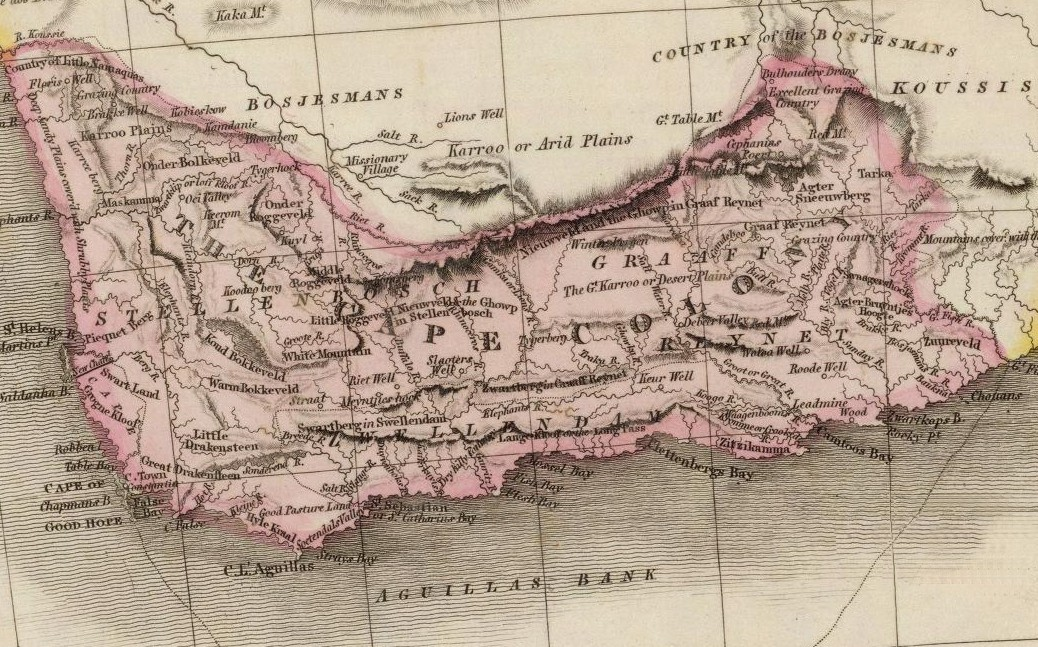
Ausdehnung der Kapkolonie um 1809

Die VOC war sich bewusst, dass die Niederlande nicht über die wirtschaftlichen und militärischen Ressourcen verfügten, ein großes Gebiet am Kap im Konfliktfall zu verteidigen. Sie griff deswegen zu Maßnahmen, die das Anwachsen der Kapkolonie, die mittlerweile schon bis ins Veld reichte, begrenzen sollten. So wurde die offene Einwanderungspolitik beendet, der Handel monopolisiert und Exekutive, Legislative und Judikative in einer Hand vereinigt. Den Farmern wurde die Fruchtfolge vorgeschrieben und sie mussten einen hohen Prozentsatz ihrer Ernten an die Kompanie abtreten. In der durch diese Maßnahmen hervorgerufenen Unzufriedenheit der Siedler ist der Ursprung der libertarischen Gesinnung zu sehen, die die burische Gesellschaft noch Generationen lang bestimmen sollte.
Um sich den Restriktionen der VOC zu entziehen, wanderten immer mehr Farmer in Gebiete außerhalb der Kolonie ab. Zur Kontrolle dieser Voortrekker errichtete die Kompagnie Magistrate genannte Verwaltungen in Swellendam (1745) und Graaff-Reinet (1786). Die VOC erklärte außerdem den Gamtoos River zur Ostgrenze der Kolonie, was die Voortrekker jedoch nicht daran hinderte, den Fluss zu überqueren. Um Konflikte mit den nach 1600 aus Ost- und Zentralafrika nach Süden und Westen vordringenden Bantu in der Transkei und Kaffraria zu vermeiden, legte der Gouverneur Joachim van Plettenberg schließlich 1780 den Great Fish River als Grenze der Kolonie fest. 1795 vertrieben die bereits hoch besteuerten Buren, die zudem keinen Schutz von der VOC gegen die Bantu erhielten, die Offiziellen der Kompanie aus den Grenzbezirken und errichteten unabhängige Republiken in Swellendam und Graaff-Reinet.
1795 marschierten französische Truppen in den Niederlanden ein. Britische Truppen unter General Sir James Henry Craig landeten daraufhin in Kapstadt, um die Siedlung für Wilhelm V. von Oranien gegen die Franzosen zu sichern. Der Gouverneur von Kapstadt übergab nach anfänglicher Weigerung am 16. September 1795 die Kolonie den Briten. Dazu war er umso mehr bereit, als die Khoikhoi die instabile Lage nutzten und sich den Briten anschlossen. Ein niederländischer Rückeroberungsversuch scheiterte im August 1796 mit der Kapitulation in der Saldanhabucht. Die Buren von Graaff-Reinet ergaben sich erst, als eine Armee gegen sie ausgesandt wurde, und revoltierten 1799 und 1801 erneut. Im Februar 1803 fiel die Kapkolonie – die VOC war bereits 1798 aufgelöst worden – nach dem Frieden von Amiens an die Batavische Republik. Viele der von den Briten bereits eingeleiteten Reformen wurden von dieser fortgeführt.

## 1806 bis 1848

### Übergang an die Briten
Im Zuge der wieder aufflammenden Feindseligkeiten zwischen Großbritannien und dem napoleonischen Frankreich besetzten die Briten 1806 die Kapkolonie erneut, um ihre Seehandelswege in den Fernen Osten zu sichern, und annektierten diese am 8. Januar 1806. Von 1810 bis 1812 erfolgte dann eine kurze französische Okkupation. 1814 traten die Niederlande die Kolonie dann endgültig an Großbritannien ab.
Zu dieser Zeit reichte die Kapkolonie bis zum veld, damals als „Land der Buschmänner“ bezeichnet, und umfasste eine Fläche von rund 194.000 km² und 60.000 Einwohner, darunter 27.000 Weiße, 17.000 freie Khoikhoi und 16.000 Nachfahren von einstigen Gastarbeitern unterschiedlicher Herkunft, die meisten davon sogenannte Kapmalaien.

### Erster und zweiter Grenzkrieg
Im Zuurveld (englisch Albany) zwischen Sundays River und Great Fish River war es schon in früheren Jahren zu Zusammenstößen zwischen den Xhosa und europäischen Siedlern gekommen. Nachdem die Briten die Kapkolonie übernommen hatten, betrachteten sie das Zuurveld irrtümlicherweise als Teil der Kolonie.
Um 1811 hatten die Xhosa das Gebiet erneut besetzt und dabei weiße Siedler angegriffen. Im Dezember 1811 wurde das Zuurveld daraufhin von britischen Truppen und burischen Commandos unter John Graham besetzt. Graham drängte die Xhosa über den Great Fish River zurück und errichtete eine Reihe von Forts entlang des Flusses. Um sein Hauptquartier herum entstand in der Folge die nach ihm benannte Stadt Grahamstown.
Zwischen Briten und Xhosa kam es 1817 zu einem Streit um gestohlenes Vieh. Am 22. April griffen daraufhin Xhosa unter Häuptling Maqana (auch Makhanda genannt – nach ihm wurde Grahamstown 2018 in Makhanda umbenannt) das nur schwach besetzte Grahamstown an. Die Briten erhielten jedoch rechtzeitig Verstärkung und konnten den Angriff zurückschlagen. Man einigte sich schließlich darauf, das Land zwischen Great Fish River und Keiskamma River zum neutralen Gebiet zu erklären.

### „Siedler von 1820“
Diese Auseinandersetzungen führten mittelbar zur ersten großen britischen Einwanderungswelle in die Kapkolonie. Da die Vereinbarungen mit den Xhosa sich als brüchig erwiesen, beschloss der Gouverneur der Kapkolonie, Lord Somerset, durch verstärkte Besiedelung der Grenzregion eine dauerhafte Barriere gegen die Bantustämme zu schaffen. 1820 stellte das britische Parlament auf Somersets Vorschlag hin 50.000 Pfund für die Anwerbung von Kolonisten zur Verfügung. 4000 bis 5000 Briten, Siedler von 1820 genannt, landeten daraufhin in Port Elizabeth und machten Grahamstown zu ihrem Hauptort.
Zunächst war diese Besiedlung lediglich als Maßnahme zur Grenzsicherung gedacht und wurde von der britischen Regierung zudem als Arbeitsbeschaffungsmaßnahme für einige tausend arbeitslose Briten begrüßt. Sie hatte allerdings Konsequenzen für das soziologische Gefüge der Kolonie, die weit über die Pläne der Initiatoren hinausgehen sollten.
Die direkt von den britischen Inseln kommenden Neusiedler behielten eine starke Loyalität zu ihrem Mutterland und bildeten so einen dauerhaften Gegenpart zu den niederländisch geprägten Buren. Die Ankunft der Immigranten brachte auch die englische Sprache an das Kap. Englischsprachige Verordnungen wurden erstmals 1825 veröffentlicht und zwei Jahre später wurde Englisch Gerichtssprache. Das Niederländische wurde jedoch nicht verdrängt, weshalb die meisten Siedler zweisprachig waren.

### Unzufriedenheit der Buren mit der britischen Herrschaft
Das Kapgebiet prosperierte zwar unter der britischen Herrschaft, dennoch wuchs der Unmut der Buren gegen die neuen Herren.
Teilweise lag dies in der verstärkten Tätigkeit von Missionaren (Mährische Mission, London Missionary Society) begründet. Die Missionare machten sich die Interessen der indigenen Bevölkerung zu eigen. So protestierten sie beispielsweise bei der britischen Verwaltung gegen eine Regelung aus dem Jahre 1812, die es den Buren erlaubte, einheimische Arbeitskräfte unter ausbeuterischen Arbeitsbedingungen einzustellen.
Ein Vorkommnis von 1815/16 bewirkte dauerhafte Verstimmung zwischen Buren und Briten. Ein Bure weigerte sich, einer Vorladung nachzukommen, die nach der Beschwerde eines Khoikhoi an ihn ergangen war. Als er daraufhin festgenommen werden sollte, schoss er auf die dafür ausgesandte Patrouille und wurde im folgenden Feuergefecht getötet. Dies führte zu einer Rebellion der Buren, nach deren Niederschlagung fünf Rädelsführer in Slagters Nek öffentlich gehängt wurden. Die Umstände der Hinrichtung vertieften den Graben zwischen Briten und Buren zusätzlich. Die Buren sollten nämlich gleichzeitig an einem Galgen gehängt werden, der aber unter ihrem Gewicht zusammenbrach. Daraufhin wurden die Buren einzeln gehängt. Den tiefreligiösen Buren erschien der Zusammenbruch des Galgens als Gottesurteil und die nachträgliche Exekution als Verstoß dagegen. Außerdem stellte es für sie eine Verletzung des Rechts, nach dem der Henker einen verurteilten Straftäter nur einmal hängen durfte, dar. Dies Ereignis wurde für die Buren bis heute zum Inbegriff britischer Rechtlosigkeit und Willkür schlechthin.
Weiterhin ersetzte 1827 eine Verordnung die bisherigen Landdrost- und Heemraden–Gerichte durch eine Gerichtsbarkeit nach dem Vorbild der englischen resident magistrates. Zudem wurde Englisch einzige Gerichtssprache. 1828 wurden – nicht zuletzt auf Betreiben der Missionare – die freien Schwarzen der Kaprepublik den weißen Siedlern rechtlich gleichgestellt. 1830 wurden schwere Strafen für die Misshandlung von Sklaven verhängt und 1834 schließlich die Sklaverei gänzlich abgeschafft, was aber den sozialen Status der ehemaligen Sklaven nicht verbesserte. Sie wurden weiterhin als minderwertig behandelt und von Buren und Briten ausgebeutet.
Diese Maßnahmen verstärkten die Entfremdung der Buren von den Briten und die bisher nur sporadisch vorkommende Abwanderung weißer Siedler in Gebiete jenseits der Koloniegrenze verstärkte sich rapide (siehe Großer Treck).

### Dritter Grenzkrieg

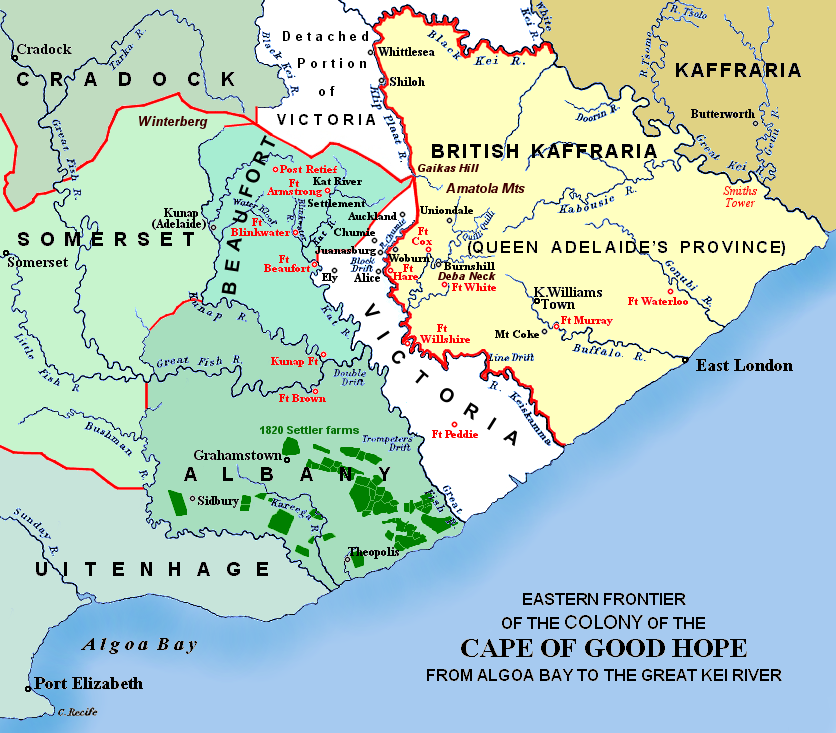
Der Osten der Kapkolonie um 1835

An der Ostgrenze kam es inzwischen zu weiteren Unruhen zwischen Xhosa und Briten. Im Dezember 1834 ermordete ein Kommando einen hochrangigen Xhosa-Häuptling. Daraufhin überschritt eine 10.000 Mann starke Xhosa-Armee die Grenze, plünderte Farmen im Osten der Kolonie und ermordete deren Bewohner. Am schwersten betroffen war eine Kolonie von freien Khoikhoi, die 1829 von der britischen Regierung im Tal des Kat River angesiedelt worden war.
Der Gouverneur D’Urban entsandte umgehend Truppen und nach neunmonatigen Kämpfen kam es im September 1838 zu einem weiteren Friedensvertrag, der den Great Kei River als Ostgrenze der Kolonie festlegte. Darüber hinaus unternahm D’Urban weitreichende Maßnahmen, um das Gebiet gegen weitere Überfälle zu sichern. Er geriet dabei in Konflikt mit dem Kolonialminister Lord Glenelg, der D’Urbans Anordnungen widerrief, da er die Buren als Urheber des Konfliktes ansah. Dies führte zu weiterem Unmut unter den burischen Siedlern.

### Großer Treck
Glenelg erklärte in einem Brief an den König, dass „das große Übel der Kapkolonie in ihrer Größe besteht“, und verlangte die Rückverlegung der Grenze an den Great Fish River. 1837 entließ er D’Urban. „Die Kaffern“, schrieb er, „hatten eine deutliche Berechtigung für den Krieg; sie mussten sich widersetzen und versuchten zu Recht, wenn auch vergeblich, eine Reihe von Übergriffen zu rächen.“ Diese Einstellung gegenüber den Xhosa war einer von vielen Gründen, mit denen die Voortrekker ihren Auszug aus der Kapkolonie begründeten. Im nachfolgenden Großen Treck von 1835 bis 1845 gründeten die rund 12.000 Trekker republikanische Gemeinden (Burenrepubliken) jenseits des Oranje und Vaal sowie in Natal.
Jenseits der Oranje kam es im Zuge des großen Trecks zu Zusammenstößen der Buren mit den Basotho, San und Griqua. Um den Autonomiebestrebungen der Buren entgegenzuwirken, wurden einige dieser Stammesgebiete von der Regierung in Kapstadt anerkannt und unterstützt. Der erste dieser Treaty States war Griqualand West. Weitere folgten 1843 und 1844. Während es an der Nordgrenze daraufhin ruhiger wurde, hielten an der Ostgrenze die Konflikte zwischen Xhosa und Siedlern an.
1835 wurden die Buren durch eine neue gesetzgebende Versammlung an der Regierung beteiligt und auch auf wirtschaftlichem Gebiet machte die Kolonie Fortschritte. Ein effizientes Bildungssystem wurde auf Veranlassung von Sir John Herschel, der von 1834 bis 1838 in der Kapkolonie lebte, eingeführt. Die Landwirtschaft in den westlichen Provinzen blühte auf und neben Weizenanbau, Viehzucht und Weinanbau wurde vermehrt Schafzucht betrieben. Bereits 1846 war Wolle der Hauptexportartikel.

### „War of the Axe“
Ein weiterer Krieg mit den Xhosa (War of the Axe) brach 1846 aus. Eine Khoikhoi-Eskorte wurde von den Xhosa ermordet, als sie einen Xhosa-Dieb in Handschellen nach Grahamstown abführen wollte, wo dieser wegen des Diebstahls einer Axt verurteilt werden sollte. Man verweigerte die Auslieferung des Mörders und Ngqika- und Tambukies-Xhosa erklärten im März 1846 den Krieg. General Somerset besiegte die Xhosa am 7. Juni am Gwangu, einige Meilen von Fort Peddie entfernt. Der Krieg ging jedoch weiter, bis sich Sandile (auch Sandili), der Häuptling der Ngqika (Gaika), ergab. Andere Häuptlinge folgten seinem Beispiel und Anfang 1848 waren die Xhosa nach 21 Monaten Kampf vollständig unterworfen.

## 1848 bis 1880

### Ausdehnung der britischen Herrschaft

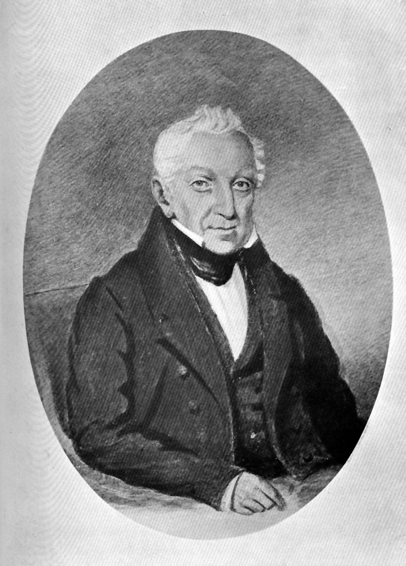
Sir Harry Smith

Ende 1847 wurde Sir Harry Smith Gouverneur der Kapkolonie. Er revidierte bald Glenelgs Politik. In einem Beschluss vom 17. Dezember 1847 erweiterte er die Grenzen der Kolonie nach Norden bis zum Oranje und nach Osten bis zum Keiskamma River. Bei einem Treffen mit Xhosa-Häuptlingen am 23. Dezember kündigte er die Annexion des Landes zwischen Keiskamma und Great Kei River an und nahm somit das von Lord Glenelg aufgegebene Land erneut in Besitz. Das Gebiet fiel jedoch zunächst nicht an die Kapkolonie, sondern wurde als British Kaffraria Colony annektiert. 1860 wurde es Kronkolonie und 1866 schließlich Teil der Kapkolonie.
Die Xhosa akzeptierten zunächst die neue Regierung, zumal der Gouverneur sie in der Folge unbehelligt ließ. Dieser war mehr mit der Aufrechterhaltung der britischen Autorität über die Buren jenseits des Oranje beschäftigt. In der Zwischenzeit hatte sich die Kapkolonie immer weiter ausgedehnt, und 1848 wurde das Gebiet zwischen Vaal und Oranje zum britischen Hoheitsgebiet erklärt. Die Briten stießen hiermit jedoch auf starken Widerstand der hier siedelnden Buren. Da das Gebiet wirtschaftlich für sie ohnehin uninteressant war, gaben sie die sogenannte Orange River Sovereignty schon bald wieder auf. Am 23. Februar 1854 wurde der Vertrag von Bloemfontein geschlossen, der zur Gründung des Oranje-Freistaats führte.

### „Gefangenen-Aufstand“ und die Gewährung einer Verfassung
1848 wurde Henry Grey Kolonialminister. Er war gegen die Ausweitung der britischen Territorien in Südafrika, weil er die Kosten und die Belastung des britischen Staatshaushalts fürchtete, und hielt es für richtiger, sich auf die Kapkolonie zu beschränken. Außerdem war er bestrebt, die Ausgaben für die Verwaltung und Verteidigung den Kolonialisten selbst aufzuerlegen. Im Gegenzug sollte den Kolonien dafür erweiterte Selbständigkeit zugestanden werden.
1848 befragte er die Gouverneure aller britischen Kolonien, ob ihrerseits die Bereitschaft bestünde, Strafgefangene aufzunehmen. Er wollte irische Bauern, die während der Hungersnot in Irland straffällig geworden waren, in die Kolonien schicken.
Durch ein Missverständnis erreichte die Neptune mit 289 Häftlingen an Bord die Kapkolonie, noch bevor die Meinung der Kolonisten eingeholt worden war. Die Kolonisten lehnten den Plan jedoch ab und als die Nachricht von der bevorstehenden Ankunft des Schiffes das Kap erreichte, gründeten sie einen „Anti-Gefangenen-Verband“, dessen Mitglieder sich verpflichteten, nichts zu tun, was auf irgendeine Weise die „Ankunft, Versorgung oder Beschäftigung der Gefangenen“ ermöglichen würde. Als die Neptune am 19. September 1849 in der Simon’s Bay einlief, mussten die Gefangenen daher fünf Monate an Bord bleiben, bis die Neptune schließlich nach Tasmanien weitergeschickt wurde.
Die Unruhen führten in der Folge zu einer politischen Bewegung, die eine freie und repräsentative Regierung für das Kapgebiet forderte. Smith’ Nachfolger George Cathcart führte daher, wie schon vorher von Grey zugesagt, 1854 eine liberale Verfassung ein.

### Achter Grenzkrieg (1850–1853)
Die Anti-Gefangenen-Bewegung war kaum beendet, als erneut ein Krieg ausbrach. Der Xhosa-Stamm der Ngqika unter seinem Häuptling Sandile rebellierte zunehmend gegen den Verlust seiner Unabhängigkeit. Als Gouverneur Smith von der Unruhe in der Grenzregion erfuhr, berief er Sandile und andere Häuptlinge zu einem Treffen ein. Sandile blieb dem Treffen fern und wurde deshalb im Oktober 1850 als Häuptling der Ngqika abgesetzt und durch einen britischen Beamten ersetzt. Smith, der so einen weiteren Krieg verhindern wollte, erließ zudem den Befehl, Sandile festzunehmen. Zu diesem Zweck wurde eine kleine Truppe unter Colonel George Mackinnon ausgesandt. Diese wurde am 24. Dezember 1850 von überlegenen Xhosa–Kräften angegriffen und war nach dem Verlust einiger Männer zum Rückzug gezwungen. Dieses Scharmützel war das Signal für einen allgemeinen Aufstand des ganzen Ngqika-Stammes. Die Militärsiedlungen im Grenzgebiet wurden am Weihnachtsabend 1850 in einem Überraschungsangriff überrannt, viele der europäischen Siedler wurden gefangen genommen oder getötet. Große Teile der Xhosa-Polizei desertierten. Gouverneur Smith wurde in Fort Cox von Aufständischen eingeschlossen, konnte jedoch mit 150 Kavalleristen unter Colonel Mackinnon nach King William’s Town ausbrechen.
Rund 900 Khoikhoi vom Kat River, in früheren Kriegen Verbündete der Briten – die Cape Mounted Rifles bestanden zu großen Teilen aus Khoikhoi –, schlossen sich nun ihren ehemaligen Xhosa-Gegnern an. Verärgert über ungerechte Behandlung seitens der Kolonialherren bildeten sie eine geheime Allianz mit den Xhosa, um die Europäer mit Waffengewalt zu vertreiben und eine Khoikhoi-Republik zu errichten. Zwei Wochen nach dem Angriff auf Colonel Mackinnon erhoben sich die Kat River–Khoikhoi. Andere Khoikhoi folgten ihrem Beispiel. Auch Teile der Cape Mounted Riflemen erhoben sich, darunter Soldaten, die noch kurz davor Gouverneur Smith aus Fort Cox geleitet hatten. Viele Khoikhoi blieben jedoch loyal und auch die Mfengu hielten den Briten die Treue.
Nachdem sich ihre Überraschung gelegt hatte, gingen die Briten zum Gegenangriff über. Sie drangen in die Amathole-Berge ein, um Sandiles habhaft zu werden. Im April 1852 ließ Henry Grey den Angriff abbrechen. Er warf Sir Harry Smith Mangel an Energie und Urteilskraft bei der Kriegsführung vor und ersetzte ihn durch Cathcart. Sandile wurde erneut angegriffen und unterworfen. Die Xhosa wurden aus dem Amathole-Gebiet vertrieben und durch neu errichtete kleine Forts an der Rückkehr dorthin gehindert.
Die britische Kriegsführung wurde beständig durch unzureichende Ausrüstung behindert, weshalb der Xhosa-Aufstand erst im März 1853 nach dem Verlust mehrerer Hundert britischer Soldaten niedergeschlagen wurde. Kurz danach wurde British Kaffraria zur Kronkolonie erklärt. Die Khoikhoi-Siedlung am Kat River blieb bestehen, aber der Widerstand der Khoikhoi gegen die Kolonie war gebrochen.

### Viehtötung der Xhosa
Die Xhosa hatten ihre Niederlage von 1853 nicht als entscheidend akzeptiert und bereiteten sich auf weiteren Widerstand gegen die Europäer vor. Ihre Bemühungen wurden jedoch durch eine Hungersnot im Jahre 1857 gegenstandslos.
In diesem Jahr töteten die Xhosa auf Grund einer Prophezeiung ihren gesamten Viehbestand und vernichteten ihre Ernte. 50.000 Xhosa verhungerten daraufhin und viele andere verließen auf der Suche nach Nahrung ihre Stammesgebiete. Die Zahl der Xhosa sank von 105.000 im Jahre 1857 auf 26.000 im Jahre 1858. Das entvölkerte Land wurde anschließend mit europäischen Siedlern aufgefüllt, darunter Mitglieder der deutschen Legion der britischen Armee, die im Krimkrieg gedient hatte, und rund 2.000 norddeutsche Emigranten.
Die Hungersnot bedeutete das vorläufige Ende der Grenzkonflikte zwischen Kapkolonie und Xhosa.

### Unter George Greys Regierung

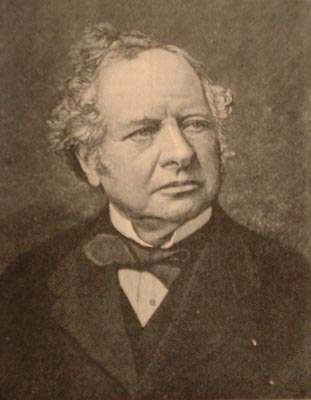
Sir George Grey

1854 wurde Sir George Grey Gouverneur der Kapkolonie. Er stand im Widerspruch zur offiziellen Politik Londons, keine Regierungsgewalt über die Gebiete nördlich des Oranje auszuüben. Als Gegenentwurf präsentierte er bereits 1858 die Idee einer Konföderation aller britisch beherrschten Gebiete Südafrikas. Der Vorschlag wurde jedoch von Großbritannien zunächst zurückgewiesen.
Er ließ eine Straße durch Betschuanaland bauen und versuchte als Erster (von den Missionaren abgesehen), die Xhosa zu unterrichten und stabile britische Verwaltungsstrukturen unter ihnen zu etablieren. Durch die vorangegangene Hungersnot unter den Xhosa fiel ihm letzteres relativ leicht. Die Bantu jenseits des Great Kei River blieben zunächst unbehelligt.
Sir George Grey verließ das Kap 1861. Während seiner Regierungszeit war die Wirtschaftskraft des Kapgebietes durch die Eröffnung der Kupferminen in Little Namaqualand, die Einführung der Mohair-Wollindustrie und der Errichtung einer eigenständigen Kolonie im Natal stark gewachsen. Der Bau der Eisenbahnstrecke von Kapstadt nach Wellington 1863 und der Hafenausbau in der Tafelbucht 1860 stellten den Beginn des großflächigen Ausbaus der Infrastruktur der Kolonie dar. Sie waren mehr oder weniger Resultat der zuvor gewährten weitgehenden Autonomie der Kapprovinz.
British Kaffraria wurde 1865 als Electoral Divisions of King William’s Town and East London Teil der Kolonie. Dies ging einher mit der Aufhebung des Verkaufsverbots für Alkohol an die Bantu. Der folgende freie Handel mit Alkohol hatte beklagenswerte Folgen für die Xhosa. Eine schwere Dürre führte zu einer starken ökonomischen Depression, unter der viele Bauern schwer litten. In diese Zeit fiel die erfolgreiche Einführung der Straußen-Zucht als eigenständiger Wirtschaftsfaktor.

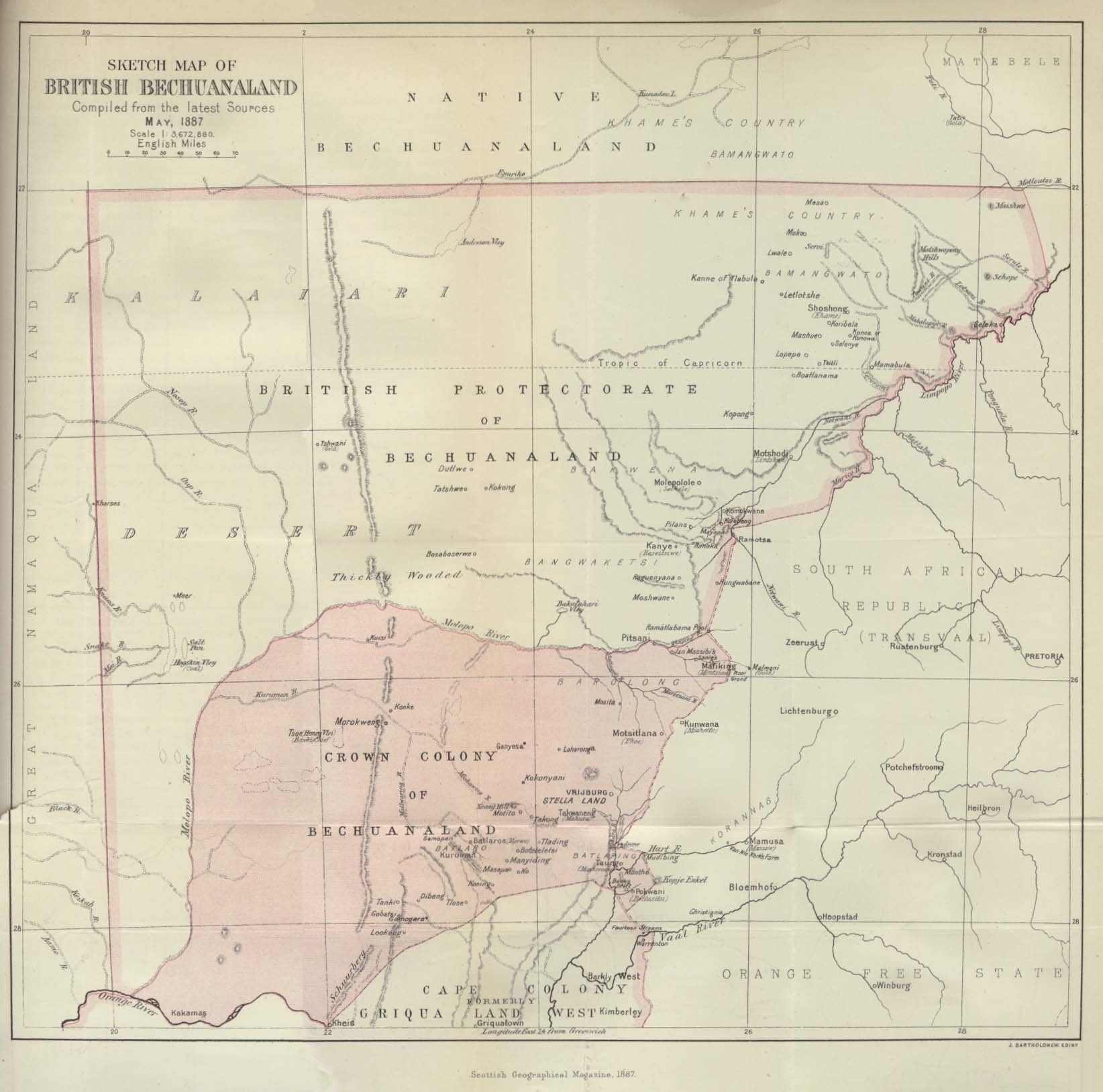
Kronkolonie (rosa) und Protektorat (rosa Grenze) Betschuanaland 1887

Die Grenzen der britischen Autorität weiteten sich derweil immer mehr aus. Die Basotho, die in den oberen Tälern des Oranje lebten, hatten bereits von 1843 bis 1854 unter britischem Semi-Protektorat gestanden. Nachdem sie durch den Verlust von Weidegebieten in Oranje-Freistaat in ihr Kernland Basutoland zurückgedrängt waren, kam es zu lang andauernden Konflikten mit den Buren des Oranje-Freistaates. Auf Bitten ihres Oberhauptes Moshoeshoe I. wurden sie 1868 zu britischen Untertanen erklärt und Basutoland wurde 1871 Teil des Kapgebietes. Im selben Jahr wurde der südöstliche Teil von Betschuanaland unter der Bezeichnung Griqualand West von Großbritannien annektiert. Offiziell geschah dies als britische Schutzmaßnahme gegen die Überfälle burischer Siedler. Hintergrund für die britische Entscheidung war aber die sich verändernde geostrategische Lage in der Region und der Fund von Bodenschätzen, beispielsweise Gold und Diamanten. Betschuanaland selbst wurde 1885 zum Protektorat erklärt.

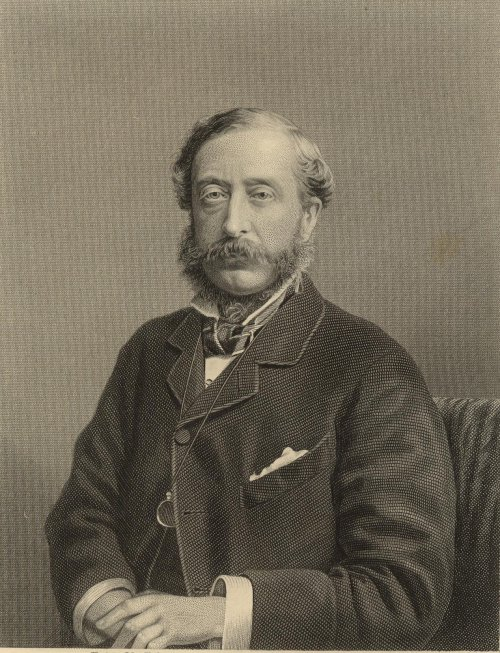
Der 4. Earl of Carnarvon

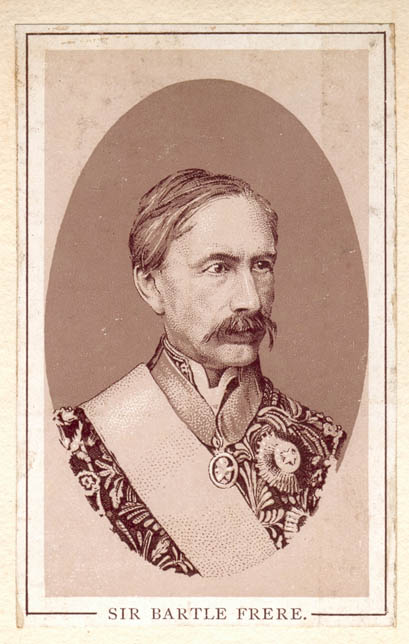
Porträt von Bartle Frere

Als der Diamantenbergbau begann, litten die Kapkolonie und ihre benachbarten Gebiete unter schlechten wirtschaftlichen Zuständen. Die Straußenzucht war erst am Anfang und die Landwirtschaft kaum entwickelt. Die Buren lebten außerhalb von Kapstadt unter einfachen Verhältnissen. Sie handelten nur eingeschränkt mit der Kolonie um haltbare Güter. Sogar die britischen Kolonialisten waren alles andere als wohlhabend. Die Diamantgewinnung erschien deshalb sehr attraktiv, vor allem für die Kolonisten britischen Ursprungs. Sie war auch eine Möglichkeit, um zu zeigen, dass die Region im südlichen Afrika, das auf der Oberfläche kahl und arm erschien, in ihrem Untergrund reich war. Man benötigte 40.000 m² in der Karoo, um ein Schaf zu füttern, aber nun reichten möglicherweise wenige Quadratmeter diamanthaltiger Boden, um ein Dutzend Familien zu ernähren. Ende 1871 waren die Diamantenfelder schon dicht besiedelt und die Immigration stieg dramatisch an. Einer der Wichtigsten, die ihr Glück auf den Diamantenfeldern suchten, war Cecil Rhodes.
Sir George Greys Plan eines Bündnisses aller südafrikanischen Kolonien war 1858 von den Autoritäten in der Heimat zurückgewiesen worden. Das änderte sich nun. Auf britischer Seite favorisierte man nämlich inzwischen die Idee, die eigenen Kolonien und die Republiken der Buren zu einer Union zu verbinden, vor allem, um in den Besitz der Goldbergwerke im Transvaal zu gelangen. Henry Herbert, 4. Earl of Carnarvon, Staatssekretär für die Kolonien, richtete seine Aufmerksamkeit auf ein Bündnis mit der britischen Kolonie, nachdem er Kanada erfolgreich föderiert hatte. Er plante etwas Ähnliches in Südafrika. Die repräsentative Regierung in der Kapkolonie wurde 1872 durch eine „verantwortliche Regierung“ ersetzt und das neue Parlament in Kapstadt ärgerte sich über die Art, in der Lord Carnarvon seine Vorschläge präsentierte. Eine Resolution vom 11. Juni 1875 bestimmte, dass jeder Plan für eine Konföderation aus Südafrika selbst hervorgehen müsse. Lord Carnarvon beauftragte den angesehenen Historiker James Anthony Froude, seine Politik in Südafrika fortzusetzen. Die Öffentlichkeit hielt ihn jedoch für einen Diplomaten und Vertreter der britischen Regierung und er scheiterte mit seinem Vorhaben, die Kolonialisten für Lord Carnarvons Pläne zu begeistern. 1876 wurden Fingoland, das Idutywa-Reservat und andere Landstriche entlang des Xhosa-Gebietes von Großbritannien annektiert mit der Vereinbarung, dass die Kap-Regierung für sie zuständig sei. Lord Carnarvon, der immer noch an seinen Plänen festhielt, ernannte nun Sir Henry Bartle Frere zum Gouverneur der Kapkolonie und Hochkommissar von Südafrika.
Frere wurde unmittelbar nach seinem Amtsantritt als Hochkommissar mit ernsthaften Unruhen in KwaZulu und an der Grenze zum Xhosa-Gebiet konfrontiert. 1877 gab es eine Rebellion zwischen den Galeka (Gcaleka) und Ngqika, die mit einer großen Anzahl imperialer und kolonialer Truppen niedergeschlagen wurde, weshalb die Auseinandersetzung als Neunter Grenzkrieg in die Geschichte einging. Der Xhosa-Häuptling Sarhili kam in diesem Krieg ums Leben. Nach dem Ende des Krieges wurde das Transkei-Territorium der ehemals von Sarhili geführten Gcaleka von den Briten annektiert.
Lord Carnarvon trat währenddessen von seinem Posten im britischen Kabinett zurück und gab seine Bündnispläne auf. Carnarvon erkannte zu dieser Zeit nicht, dass die Kapkolonie zu sehr mit solchen Auseinandersetzungen beschäftigt war, um an so etwas wie ein Bündnis zu denken. Unzufriedenheit breitete sich in den verschiedenen Xhosa-Stämmen entlang der kolonialen Grenze aus und es gab einen weiteren Aufstand in Basutoland unter der Führung von Moorosi. Die Xhosa wurden nach schweren Kämpfen besiegt, während die Basotho für einige Jahre unruhig und kämpferisch blieben. 1880 versuchten die kolonialen Autoritäten, den Peace Preservation Act von 1878 auf Basutoland auszudehnen und die Einwohner in dieser Weise zu entwaffnen. Auf die Ankündigung folgte der Gun War, der kein eindeutiges Ende fand, obwohl im Dezember 1882 der Frieden erklärt wurde. Die imperiale Regierung übernahm Basutoland als Kronkolonie und die Kapkolonie sollte jährlich 18.000 Pfund Sterling für administrative Zwecke zahlen. Die Verantwortlichen der Kapkolonie waren froh, 1884 von der direkten Verwaltung des Transkei befreit zu werden, die sie schon mehr als drei Millionen Pfund gekostet hatte.
Sir Henry Bartle Frere, der mit seiner energischen und staatsmännischen Einstellung zu den Beziehungen mit den „eingeborenen“ Staaten die Wertschätzung und Aufmerksamkeit der loyalen südafrikanischen Kolonialisten gewonnen hatte, wurde 1880 vom ersten John Wodehouse, 1. Earl of Kimberley, dem liberalen Staatssekretär für die Kolonien, zurückgerufen. Ihm folgte Sir Hercules Robinson. Griqualand West, in dem die meisten Diamantenfelder lagen, wurde in die Kapkolonie integriert und damit faktisch seiner Bodenschätze enteignet.

## 1880 bis 1899

### Gründung des „Afrikanderbond“
Als in Kimberley 1869 Diamanten und am Witwatersrand 1886 Gold gefunden wurden, verstärkte sich sofort das Interesse des Vereinigten Königreichs an diesen Gebieten. Die Buren jedoch bestanden auf ihrer Unabhängigkeit und territorialen Integrität. Es kam zu bewaffneten Auseinandersetzungen. Das Ende des Ersten Burenkrieges von 1881, dem die Unabhängigkeit Transvaals folgte, hatte Auswirkungen auf ganz Südafrika. Eines der wichtigsten Ergebnisse war der erste Afrikanderbond-Kongress, der 1882 in Graaff-Reinet stattfand. Der Bund umfasste den Transvaal, den Oranje-Freistaat und das Kapgebiet. Jedes Land war über ein Provinzkomitee mit Bezirkskomitees vertreten und in Südafrika verzweigt. Später trennte sich der Bund im Kapgebiet von den republikanischen Zweigen. Die Politik des Bundes ist in einem Auszug aus De Patriot, einer in der Kolonie veröffentlichten Zeitung, die den Bund unterstützt, zusammengefasst:
- „Der Afrikanderbond dient der Errichtung einer südafrikanischen Nationalität, indem er Liebe für unser wahres Vaterland verbreitet. Es könnte keine bessere Zeit für die Gründung des Bond geben als die Gegenwart, in der das Bewusstsein für eine Nationalität durch den Transvaal-Krieg deutlich gestärkt wurde. […] Die britische Regierung spricht weiterhin von einem Bündnis unter britischer Flagge, aber das wird es nie geben. Da können sie sich ziemlich sicher sein. Es gibt nur ein Hindernis auf dem Weg zu einem Bündnis und das ist die britische Flagge. Lass sie diese entfernen und in weniger als einem Jahr würde ein Bündnis unter der freien Afrikander-Flagge entstehen.“
- „Nach einer gewissen Zeit werden die Engländer merken, dass der Vorschlag, den sie von Froude erhalten haben, der beste ist – sie müssen nur Simon’s Bay als Hafen und Militärstützpunkt auf dem Weg nach Indien haben und den Rest von Südafrika den Afrikandern übergeben. […] Unsere wichtigste Waffe im sozialen Krieg muss die Zerstörung des englischen Handels durch den Aufbau eigener Handelsgesellschaften sein. […] Jeder wahre Afrikander ist verpflichtet, mit den Engländern nicht mehr als nötig zu verkehren.“ (De Patriot, 1882)

Zusätzlich zu den Presse-Organen veröffentlichte der Bund von Zeit zu Zeit offizielle Statements. Einige der Artikel im originalen Manifest des Bundes gelten als völlig neutral, z. B. die über die Justizverwaltung, die Achtung der Würde von Menschen usw. Diese Schlüsse waren jedoch nach Ansicht der britischen Kolonialbehörden des Kapgebietes bedeutungslos, da Artikel 3 des Manifests Südafrika die vollständige Unabhängigkeit (Zelfstandieheid) gewährte, was für das britische Militärregime „Verrat“ an der britischen Krone war.
Während der Bund bei einigen Einwohnern eine Haltung von Freiheit und Unabhängigkeit begründete, sorgte er bei Kollaborateuren der britischen Kolonialmacht, die um ihren Anteil an den Bodenschätzen Südafrikas fürchteten, für Loyalität und britischen Patriotismus. Ein Pamphlet, das 1885 für eine Gruppierung namens Empire League bezüglich des Bundes geschrieben wurde, besagte:
1. dass die Errichtung der englischen Regierung hier für alle Klassen eine Wohltat war und
2. dass der Rückzug dieser Regierung verheerend wäre für jeden der persönliche Interessen an der Kolonie hat … England kann und wird diese Kolonie niemals aufgeben und wir Kolonialisten werden England niemals aufgeben. Lasst uns, die Einwohner der Kapkolonie, schnell erkennen, dass wir ein Volk sind, versammelt unter der glorreichen Flagge der Freiheit, mit klarem Kopf, um die Freiheit zu schätzen, die wir genießen dürfen, und mit Herzen, die resolut genug sind, um unsere wahre Privilegien zu erhalten; lasst uns aufhören, uns gegenseitig zu tadeln und zu beleidigen, und uns in Gedanken an dieses gute Land, das wir als gemeinsames Erbe haben, erinnern, dass wir nur durch vereinte Kräfte seine großen Möglichkeiten verwirklichen können. Wir gehören beide zu einer heimatliebenden Gruppe und es geht um den Frieden und das Gedeihen jedes Heims im Land. Es hängt von unserer Aktivität ab, ob unsere Kinder uns verfluchen und segnen werden, ob wir in ihrer Erinnerung als Förderer des Bürgerkriegs mit allen miserablen Folgen oder als vereinte Architekten eines glücklichen, gedeihenden und vereinten Staates leben. Jeder von uns blickt auf eine noble Vergangenheit zurück. Vereint können wir unseren Nachkommen eine würdige Zukunft sichern. Getrennt können wir nur auf Stagnation, Elend und Ruin hoffen. Ist diese eine leichte Entscheidung?

Wahrscheinlich betrachteten viele Briten das Manifest der Empire League als übertrieben alarmierend. Ab 1881 entstanden zwei rivalisierende Vorstellungen, die sich stark widersprachen. Die eine war der Imperialismus, der volle Bürgerrechte auf jeden „zivilisierten“ Menschen unabhängig von seiner Ethnie beschränkte und diese unter die Herrschaft und den Schutz Großbritanniens stellte, mithin auch dessen Entscheidung darüber, wer als „zivilisiert“ zu betrachten sei. Die andere war zutiefst republikanisch, aber ausschließlich auf Buren und ihre Rechte in Südafrika zugeschnitten. Die antiimperialistische Politik der Buren fasste der Appell von Präsident Paul Kruger zusammen, der den Freistaat im Februar 1881 bat: „Kommt und helft uns. Gott ist mit uns. Es ist sein Wille, uns als ein Volk zu vereinigen … ein vereintes Südafrika frei von britischer Autorität zu errichten.“ Wieder einmal scheiterten die Briten an demokratischen Grundsätzen der Gleichheit, wie sie schon in der amerikanischen Revolution mit dem Slogan: „One man, one vote“ erhoben worden waren, weil ihre imperialistischen Ziele davon untergraben zu werden drohten.
Die eigentlichen Gründer der Bond-Partei im Oranje-Freistaat waren der Deutsche Borckenhagen, der in Bloemfontein lebte, und der Afrikaaner Reitz, der später Staatssekretär von Transvaal wurde. Zwei dokumentierte Gespräche zeigen die wahren Ziele der Bond-Gründer von Beginn an. Das eine führte Borckenhagen mit Cecil Rhodes, das andere fand zwischen Reitz und T. Schreiner statt, dessen Bruder später Premierminister der britischen Kapkolonie wurde. Im ersten Gespräch sagte Borckenhagen zu Rhodes: „Wir wollen ein vereinigtes Afrika“ und Rhodes antwortete: „Ich auch“. Borckenhagen fuhr fort: „Dem steht nichts im Wege; wir wählen dich als unseren Anführer. Es gibt nur eine Kleinigkeit: Wir müssen natürlich unabhängig vom Rest der Welt sein.“ Rhodes erwiderte: „Sie halten mich entweder für einen Schurken oder einen Dummkopf. Ich wäre ein Schurke, wenn ich meine ganze Geschichte und Tradition verliere, oder ein Dummkopf, wenn ich von meinen eigenen Landsleuten gehasst und von Ihren misstrauisch betrachtet werde.“ Aber wie Rhodes 1898 in Kapstadt sagte: „Die einzige Chance für eine wirkliche Union ist der überschattende Schutz einer übergeordneten Macht und jeder Deutsche, Franzose oder Russe würde Ihnen erzählen, dass die beste und liberalste Macht die ihrer Majestät ist.“ Das andere Gespräch fand kurz nach der Errichtung des Bond statt. Schreiner wies Reitz’ Vorwurf zurück, wonach der Bond darauf ziele, die britische Herrschaft zu überwinden und den Union Jack aus Südafrika zu entfernen. Reitz antwortete darauf: „Und wenn es so wäre?“ Schreiner protestierte: „Sie nehmen nicht an, dass diese Flagge ohne erhebliche Unruhen und harte Kämpfe verschwindet?“ Reitz fragte, was denn schlimm daran sei. Angesichts dieser Zeugnisse mit Bezug auf zwei der prominentesten Vertreter des Bond ist klar, dass die grundlegende Idee des Bond von Beginn an ein unabhängiges Südafrika war. Die Äußerungen von Cecil Rhodes wiederum machen klar, dass Großbritannien auf die Rohstoffe Südafrikas nicht verzichten würde, mithin die wirtschaftliche Entwicklungsgrundlage der gesamten südafrikanischen Region.

### Jan Hendrik Hofmeyr
Das Parlament der Kapkolonie verabschiedete 1882 eine Verordnung, die es den Mitgliedern erlaubte, Afrikaans zu sprechen. Die Absicht dieser Verordnung war liberal, aber der Zeitpunkt war für die Briten provokativ und so stimulierte sie die Pläne des Bond. Sie ermöglichte auch einigen Buren, ins Parlament gewählt zu werden, was den burischen Anführern größeren Einfluss brachte. Sie konnten kein Englisch und wären nicht gewählt worden, wenn sie Englisch hätten sprechen müssen. Sie setzten als überzeugte Demokraten auf den politischen Willen aller und weniger auf den Besuch von Oxford/Cambridge.
Zu dieser Zeit war Jan Hendrik Hofmeyr der Vorsitzende des Afrikanderbond in der Kapkolonie und der burische Meinungsführer. Obwohl er als Anführer der burischen Partei anerkannt war, weigerte er sich beharrlich, die Regierung zu übernehmen, und zog es vor, die Polizei und andere Handlungen aus der Ferne zu steuern. Hofmeyr saß als Vertreter für Stellenbosch, einen starken burischen Wahlkreis, im Parlament. Sein Einfluss auf die burischen Mitglieder war sehr ausgeprägt und er unterstützte die Siedlungspolitik von Präsident Kruger und den Transvaal-Buren.
Während einer Debatte über die Abtrennung von Basutoland beauftragte Rhodes Hofmeyr im Parlament offen mit dem Wunsch, die „Vereinigten Staaten von Südafrika unter eigener Flagge“ zu gründen. Das war ein offener Affront von Rhodes, der den Willen der Buren zum eigenen Staat genau kannte und auch deren Ablehnung, die Siedlungsgebiete der Bantu zwischen den Drakensbergen und der Küste zum Indischen Ozean in einen gemeinsamen Staat zu integrieren. 1884 führte Hofmeyr den Bond mit der starken Unterstützung für die Transvaal-Buren, die in Betschuanaland einmarschiert waren und verkündeten, dass es ungeachtet der Konventionen von 1881 und 1884 eine Rebellion unter den Buren der Kapkolonie gebe, wenn die Siedler von Betschuanaland das bebaute Land nicht behalten dürften. Sir Charles Warren, der von London zur Wahrung der Interessen des britischen Imperialismus entsandt war, bewog die Buren, aus Stellaland und Goshen abzuziehen, zwei Republiken, die durch die eindringenden Buren 1885 gestört wurden. Dennoch war die Bond-Partei im Parlament so stark, dass sie das Ministerium unter Sir Thomas Scanlen 1884 zur Aufgabe zwang.
Die Briten erwarteten von Hofmeyr unter diesen Umständen, sein Mandat anzunehmen und selbst eine Regierung zu bilden. Er lehnte dies jedoch ab, wohl wissend, dass er sich als Regierungschef des Kapgebietes den Entscheidungen Londons zu fügen hätte. So gab er seine Unterstützung jemandem, der ganz von ihm abhängig sein würde. Der auserwählte irische Barrister Thomas Upington errichtete 1884 das als „warme Pfanne“ bekannte Ministerium. Viele britische Kolonisten, die eine ausreichende Loyalität zum Vereinigten Königreich bewahrten, weil sie in Südafrika nur reich werden wollten, denunzierten diesen politischen Akt gegenüber Großbritannien unter Berufung auf die von den Briten auf die Kapkolonie übertragene Verfassung, da sie den Mann, der wirklich die politische Macht ausübte, als verantwortlichen Anführer der Partei sehen wollten. Hofmeyrs Ablehnung dieser Verantwortung und die Natur der Bond-Politik brachten ihm den Spitznamen „der Maulwurf“ ein. Briten und britische Kolonisten hätten eine offene und verantwortliche Machtausübung akzeptiert und willkommen geheißen, denn so wären sie ihren schärfsten Gegner elegant losgeworden. Aber die burische Politik, die in Pretoria am stärksten ausgeprägt war, wurde von den gegenüber Großbritannien loyalen Kolonisten abgelehnt, denn unter ihr hätten sie weder Gold noch Diamanten aus Südafrika auf privater Basis exportieren können.
Hofmeyr bestimmte, wie Buren von 1881 bis 1898 wählen sollten, und leitete auch die Politik hinter dem Bond während dessen Geschichte. Er gab seinen Sitz im britisch bevormundeten Parlament 1895 auf. Auch andere bekannte Politiker richteten ihre Ansichten zunehmend nach dem Bond aus, weil sie sich mit dem Vereinigten Königreich überworfen hatten.

### Rhodes und die niederländische Stimmung
Cecil Rhodes erkannte die Probleme seiner Position und zeigte vom Beginn seiner politischen Karriere an den Wunsch, die niederländische Stimmung durch besonnenes Handeln zu beschwichtigen. Er wurde 1880 zuerst als Mitglied des Parlaments für Barkly West von einer loyalen Wählerschaft gewählt. Er unterstützte die Verordnung zur niederländischen Sprache von 1882 und wurde Anfang 1884 zum Schatzmeister unter Sir Thomas Scanlen berufen. Rhodes bekleidete dieses Amt erst seit sechs Monaten, als Scanlen aufgab. Sir Hercules Robinson schickte ihn im August 1884 als stellvertretenden Polizeipräsidenten nach Britisch-Betschuanaland. Dort wurde er Nachfolger von Reverend John Mackenzie, dem Vertreter der London Missionary Society in Kuruman, der im Mai 1883 die Autorität von Königin Victoria über dieses Gebiet verkündete. Da Rhodes’ Friedensbemühungen mit den Buren scheiterten, wurde Warrens Mission nötig. 1885 erweiterte sich die Kapkolonie durch die Eingliederung von Tembuland, Bomvanaland und Galekaland. 1886 wurde Sir Gordon Sprigg Premierminister.

### Südafrikanische Zollunion
Zwischen 1878 und 1885 gab es beträchtliche Unruhen in der Kapkolonie. In dieser kurzen Zeit kam es zum Gun War mit den Basotho, die von der Kapkolonie verlangten, sie den imperialen Autoritäten zurückzugeben, sowie eine Reihe von Zwischenfällen mit Einheimischen, denen der Erste Burenkrieg von 1881 und die Unruhen in Betschuanaland 1884 folgten. Trotz der Rückschläge ging die Entwicklung des Landes weiter. Die Diamanten-Industrie florierte. Eine 1887 in London veranstaltete Konferenz plädierte für „eine engere Union der verschiedenen Teile des britischen Empire durch einen imperialen Zolltarif“. Bei dieser Konferenz stellte Hofmeyr eine Art „Zollverein“ vor, in dem die imperialen Zölle unabhängig von allen Zahlungen für Güter, die von außerhalb ins Empire kamen, erhoben werden. Sein Ziel sei es, „die Vereinigung des Empire voranzutreiben und gleichzeitig Einnahmen für Zwecke der allgemeinen Verteidigung zu erhalten“. Das Schema wurde als unpassend abgelehnt, aber die Wortwahl und die Gefühle, die es begleiteten, ließen Hofmeyr in einem günstigen Licht erscheinen.
Obwohl die Staatsmänner und Hochkommissare es nicht geschafft hatten, eine politische Konföderation zu verwirklichen, errichteten die Mitglieder des Kap-Parlaments 1888 eine Südafrikanische Zollunion. Eine entsprechende Verordnung wurde vom Parlament abgesegnet und sorgte für einen beachtlichen Fortschritt auf dem Weg zum Bund. Kurze Zeit später schloss sich der Oranje-Freistaat der Union an. Es wurden auch mehrere Versuche unternommen, um Transvaal zum Beitritt zu überreden, aber Präsident Kruger, der seine eigene Politik verfolgte, hoffte, die Südafrikanische Republik durch die Delagoa-Bay-Eisenbahn ganz unabhängig von der Kapkolonie zu machen. Der Plan eines Zollvereins mit Transvaal gefiel auch Krugers niederländischen Beratern nicht, da sie mit der Netherlands Railway Company, der die Eisenbahn des Transvaal gehörte, beschäftigt waren.

### Diamanten, Gold und Eisenbahn

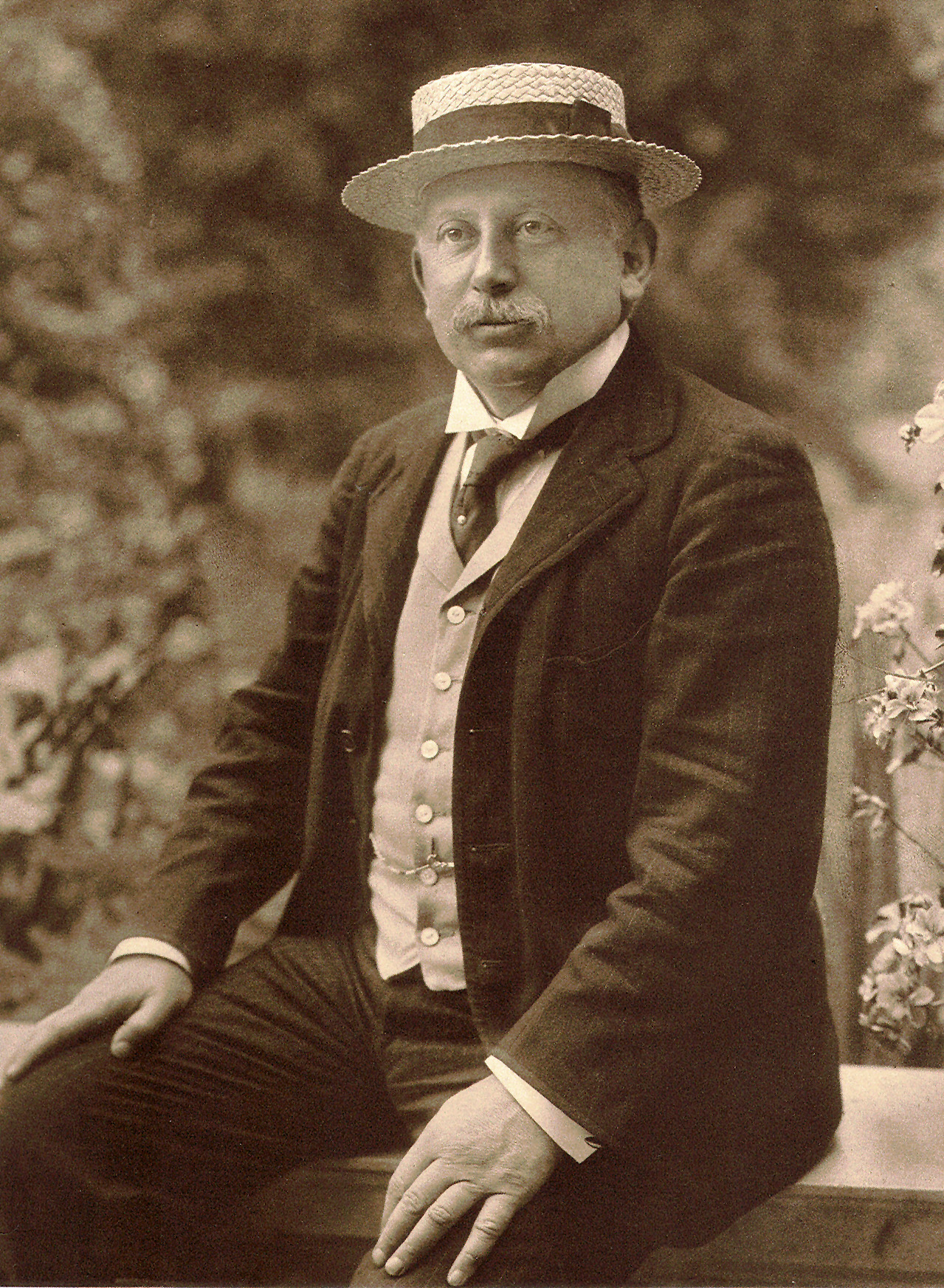
Alfred Beit 1905

Ein weiteres Ereignis von erheblicher wirtschaftlicher Bedeutung für die Kapkolonie und ganz Südafrika war die Vereinigung der Unternehmen des Diamanten-Bergbaus zu De Beers, die im Wesentlichen von Cecil Rhodes, Alfred Beit, Charles Rudd und Barney Barnato 1889 verwirklicht wurde. Sie fand auf privatrechtlicher Ebene statt. Eines der wichtigsten Folgen der Ausbeutung von Diamant- und Goldminen war der rasante Ausbau der Eisenbahn. Der britische Eisenbahnimperialismus sicherte umgehend die Schürfgebiete durch diese Infrastruktur ab, um auch mit seinen Truppen so schnell wie möglich präsent sein zu können. Kimberley erreichte man 1885. 1890 wurde die Linie in nördlicher Richtung an der Westgrenze von Transvaal bis nach Vryburg in Britisch-Betschuanaland erweitert. 1889 vereinbarte der Freistaat mit der Kapkolonie, dass der Hauptstrang bis nach Bloemfontein ausgedehnt wird und der Freistaat die Hälfte der Einnahmen erhält. Anschließend kaufte der Freistaat zum Selbstkostenpreis die Strecken auf seinem Territorium. 1891 erreichte die Eisenbahn Viljoen’s Drift am Vaal und ein Jahr später Pretoria und Johannesburg.

## 1899 bis 1910

### Rhodes als Premierminister

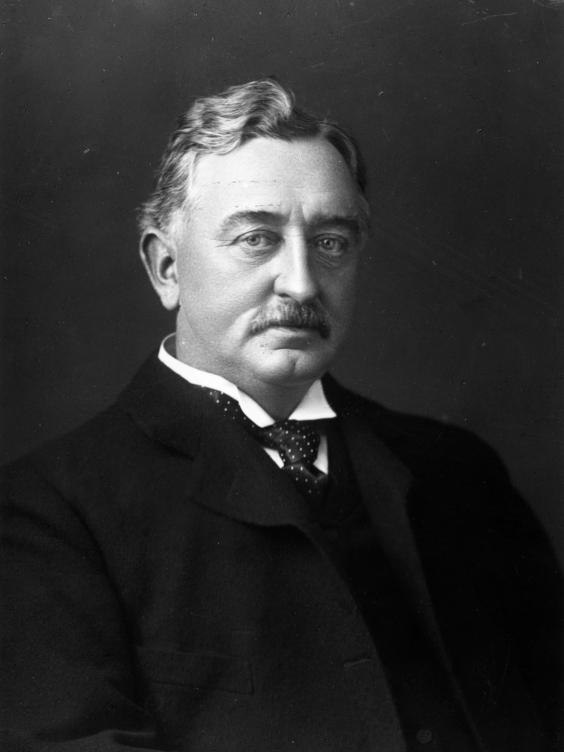
Cecil Rhodes

1889 wurde Sir Henry Loch als Nachfolger von Sir Hercules Robinson zum Hochkommissar und Gouverneur der Kapkolonie bestimmt. Als Sir Gordon Sprigg, der Premierminister der Kolonie, 1890 zurücktrat, bildete sich eine Regierung unter Rhodes. Zuvor hatte Hofmeyr Rhodes vergeblich ein Amt als Vertreter der Bond-Partei angeboten. Nach dem Fall des Sprigg-Ministeriums vereinbarte Rhodes allerdings ein Treffen mit den Bond-Anführern, um die Situation zu diskutieren. Seine Politik der Zoll- und Eisenbahn-Union ermöglichte ihm zusammen mit der Anerkennung durch die Buren, die Regierungsgeschäfte erfolgreich zu führen.
Die Kolonien Britisch-Betschuanaland und Basutoland schlossen sich nun der Zollunion an. Pondoland, ein weiteres Bantu-Territorium, kam 1894 hinzu. Das Gesetz beschäftigte sich mit Bantu, die in bestimmten Reservaten lebten. Es gewährte ihnen, einige ihrer Anliegen selbst zu regeln, gewährte ihnen nach britischem Verständnis also Privilegien, und verlangte von ihnen, die meist über kein monetäres Einkommen verfügten, die Zahlung einer Arbeitssteuer. Das war in britischer Sicht „das staatsmännischste Gesetz“, das in Bezug auf die Bantu verabschiedet wurde. Bei einer Parlamentssitzung verkündete Rhodes 1895, dass das Gesetz auf 160.000 Bantu angewendet wurde. Die nicht angewandten Arbeitsklauseln wurden 1905 aufgehoben. Sie hatten dennoch einen Effekt, weil tausende Bantu ihre Arbeitsauflagen erfüllten, um von der Arbeitssteuer befreit zu werden.
Rhodes’ Politik zeichnete sich durch eine Mischung aus Willkür und Zynismus aus. Seit ihnen die Selbstverwaltung gewährt worden war, genossen die Bantu das Wahlrecht. Mit einem Gesetz von 1892 wurde auf Rhodes’ Drängen ein Bildungstest für diejenigen eingeführt, die sich für die Wahl registrieren wollten, und einige weitere Restriktionen für native Wähler geschaffen, weil man befürchtete, dass sie das derzeitige System der Regierung gefährden könnten.
Rhodes widersetzte sich dem Schmuggel mit Spirituosen und unterdrückte ihn in den Diamant-Minen vollständig, obwohl er damit einige Anhänger unter den Brandy-Produzenten der westlichen Provinzen verärgerte. Er schränkte ihn auch in den Reservaten und Territorien der Bantu so weit wie möglich ein. Dennoch ging der Schmuggel auf kolonialen Farmen und einigen Bantu- und San-Gebieten weiter. Die Khoikhoi waren von dem Getränk besonders angetan, weil sie, die eigentlichen Herren des Landes bis zum Sambesi, durch die militärischen Niederlagen gegen die Briten fast vollständig demoralisiert waren.
Rhodes setzte immer mehr britisches Recht durch. Nur wenn Konflikte mit Stammesrecht zur offenen Rebellion auszuarten drohten, gab er nach. Nachdem die Territorien östlich des Kei River Teil der Kapkolonie geworden waren, kam es vor Gericht zu einem Streit um das Erbrecht. Nach den Gesetzen der Kolonie entschied das Gericht, dass der älteste Sohn eines Khoikhoi sein Erbe sei. Die Khoikhoi protestierten jedoch heftig gegen diese Entscheidung, weil nach ihrem Stammesrecht der große Sohn oder der Sohn der Häuptlingsfrau als Erbe gilt. Der Regierung drohten weitere Rebellionen, als Rhodes telegrafisch eine Entschädigung zusicherte und versprach, dass es keine solche Entscheidung mehr gebe. Sein Versprechen wurde akzeptiert und die Ruhe war wiederhergestellt. Aber britisches Recht hatte wieder den Charakter einer Willküreinrichtung. Rhodes zog sich aus der Affaire. Am Ende der nächsten Parlamentssitzung nach diesem Vorfall legte Rhodes den kürzesten Gesetzesentwurf der Geschichte vor. Er besagte, dass alle zivilrechtlichen Fälle von Magistraten verhandelt werden müssen und Anfragen an den Magistraten mit einem Assessor gestellt werden können. Strafrechtliche Fälle müssen von Richtern des Supreme Court im Bezirk verhandelt werden. Infolge des neuen Gesetzes wurden, sofern die Magistrate nach nativem Recht urteilten, Hochzeitsbräuche und -gesetze, darunter die Vielehe, in der Kolonie legalisiert.
Sir Hercules Robinson wurde als Nachfolger von Sir Henry Loch 1895 erneut zum Gouverneur und Hochkommissar von Südafrika ernannt. Im selben Jahr wurde Mr. Chamberlain Staatssekretär für die Kolonien.

### Bewegung zur wirtschaftlichen Föderation
Mit der Entwicklung der Eisenbahn und dem zunehmenden Handeln zwischen der Kapkolonie und dem Transvaal begannen Politiker beider Seiten über eine engere Beziehung zu debattieren. In seiner Funktion als Premierminister der Kapkolonie strebte Rhodes die freundliche Geste einer wirtschaftlichen Föderation zwischen den Staaten und Kolonien Südafrikas mit den Mitteln einer Zollunion an. Er hoffte auf eine Wirtschafts- und Eisenbahn-Union, wie eine Rede von 1894 in Kapstadt belegt:

„Mit der Liebe zur Flagge, unter der ich geboren wurde und die ich vertrete kann ich die Gefühle eines Republikaners verstehen, der seine Unabhängigkeit geschaffen hat und diese mehr als alles andere schätzt; aber ich kann sagen, dass ich in Zukunft das System, mit dem ich verbunden bin, mit der Kapkolonie verbinden kann, und dass es nicht unmöglich ist, dass die benachbarten Republiken unter Wahrung ihrer Unabhängigkeit, mit uns einige grundlegenden Prinzipien teilen. Genauer gesagt meine ich die Prinzipien des Tarifs, der Eisenbahnverbindung, der rechtlichen Ansprüche, der Münzerei und alle Prinzipien, die momentan in den Vereinigten Staaten existieren, unabhängig von den lokalen Parlamenten in den einzelnen Staaten dieses Landes.“

Präsident Kruger und die Transvaal-Regierung widersetzten sich bei jeder Möglichkeit dieser Politik. Ihre Handlungen in der Frage der Vaal River Drift illustrieren am besten den von der Transvaal-Regierung verfolgten Plan. Wegen der Auflösung der Vereinbarung von 1894 zwischen der Eisenbahn der Kap-Regierung und der niederländischen Eisenbahn kam es zu einigen Streitigkeiten. Die Kap-Regierung hatte der niederländischen Eisenbahn und der Transvaal-Regierung eine Summe von 600.000 Pfund vorgestreckt, um die Bahnstrecke vom Vaal bis Johannesburg zu erweitern. Gleichzeitig hatte sich die Kap-Regierung das Recht gesichert, die Verkehrsrate bis Ende 1894 oder bis zur Fertigstellung der Strecke Delogoa Bay–Pretoria festzulegen.
Die Kap-Regierung hatte die Verkehrsrate auf 2d. pro Tonne und Meile festgelegt, aber Anfang 1895 erhöhte die niederländische Eisenbahn die Rate für die 52 Meilen vom Vaal nach Johannesburg auf 8d. pro Tonne pro Meile. Aus Krugers nachfolgenden Handlungen wird ersichtlich, dass diese Veränderungen auf seiner Zustimmung beruhten, um den Verkehr des Transvaal von der kolonialen Strecke auf die Delagoa-Route zu zwingen. Um die sehr hohe Rate zu kompensieren, begannen Händler aus Johannesburg, ihre Güter mit Wagen über den Vaal zu transportieren. Als Reaktion darauf schloss Kruger die Driften oder Furten des Vaal, um den Verkehr zu verhindern. Daraus resultierte ein enormer Block von Wagen auf den Ufern des Vaal. Die Kap-Regierung protestierte mehrmals gegen die Aktionen des Transvaal, weil sie einen Verstoß gegen die London Convention darstellten.
Kruger ließ sich durch die Proteste nicht einschüchtern und richtete einen Appell an die imperiale Regierung, die mit der Kap-Regierung vereinbarte, dass man einen Protest an Kruger schicken würde, wenn die Kapkolonie die Hälfte der Kosten für jede notwendige Expedition trägt, mit Truppen hilft und die Eisenbahn wenn nötig für militärische Zwecke zur Verfügung stellt. Rhodes und seine Kollegen, darunter W. P. Schreiner, akzeptierten die Bedingungen und Chamberlain schickte einen Protest, der besagte, dass die Regierung die Schließung der Driften als Verstoß gegen die London Convention betrachtet und für diese unfreundliche Aktion eine ernste Antwort verlangt. Kruger öffnete die Driften sofort wieder und verkündete, dass er ohne Rücksprache mit der imperialen Regierung keine derartigen Anweisungen mehr gäbe.
Leander Starr Jameson überfiel am 29. Dezember 1895 (Jameson Raid) den Transvaal und Rhodes musste auf Grund seiner Komplizenschaft im Januar 1896 sein Amt des Premierministers der Kapkolonie aufgeben. Sir Gordon Sprigg übernahm den vakanten Posten. Als Rhodes’ Komplizenschaft bekannt wurde, reagierten seine Kollegen im Ministerium, die nichts von den Verbindungen wussten, mit Verbitterung und Erstaunen. Der Bond und Hofmeyr kritisierten ihn besonders deutlich und die Niederländer waren noch verbitterter gegen die Briten in der Kapkolonie, was ihre künftige Einstellung gegenüber den Transvaal-Buren beeinflusste.
1897 gab es einen weiteren Aufstand unter dem Bantu-Häuptling Galeshwe in Griqualand West, der mit der Verhaftung des Häuptlings endete. Beim Verhör sagte Galeshwe, dass der Transvaal-Magistrat Bosman ihn mit Munition versorgt und zu Rebellionen gegen die Regierung der Kapkolonie ermutigt habe. Es gab ausreichende Beweise für diese Aussage, die mit den Methoden übereinstimmte, die die Buren manchmal unter den Einheimischen benutzten.
Sir Alfred Milner folgte Sir Hercules Robinson 1897 als Hochkommissar für Südafrika und Gouverneur der Kapkolonie. Robinson wurde im August 1896 zum Peer unter Baron Rosmead.

### Schreiners Politik
Die wirtschaftliche Föderation erreichte mit dem Beitritt von Natal zur Zollunion einen weiteren Staat. Zu dieser Zeit verfasste man eine neue Konvention; diese schuf einen „einheitlichen Tarif für alle importierten Güter, die innerhalb einer solchen Union konsumiert werden, sowie eine gleichmäßige Verteilung der Abgaben, die auf solche Güter von den Parteien der Union erhoben werden, und freien Handeln zwischen den Kolonien und dem Staat in Bezug auf alle südafrikanischen Produkte“. Im selben Jahr fand eine weitere Parlamentswahl am Kap statt, die ein weiteres Bond-Ministerium unter W. P. Schreiner schaffte. Schreiner blieb bis Juni 1900 Vorsitzender der Kap-Regierung.
Während der Verhandlungen, die dem Ausbruch des Zweiten Burenkrieges 1899 vorausgingen, kam es zu hitzigen Auseinandersetzungen. Als Vorsitzender einer Partei, die wegen ihrer Unterstützung zum Bond gehörte, musste Schreiner unterschiedliche Einflüsse ausbalancieren. Als Premierminister einer britischen Kolonie sollte er sich jedoch nach Meinung loyaler Kolonialisten aus den Angelegenheiten der Transvaal-Regierung und der imperialen Regierung zurückhalten. In seinen öffentlichen Statements äußerte er sich feindselig gegenüber der Politik, die Chamberlain und Sir Alfred Milner verfolgten. Schreiners Feindseligkeit soll Krugers Ablehnung der britischen Vorschläge verstärkt haben. Privat versuchte er alles Mögliche, um den Präsidenten zu einem „vernünftigen“ Handeln zu verleiten, aber seine öffentlich geäußerte Ablehnung der Chamberlain-Politik schadete ihm trotz seiner guten Absichten mehr, als der private Einfluss half.
Schreiner beauftragte den Hochkommissar am 11. Juni 1899, Chamberlain darüber zu informieren, dass er und seine Kollegen sich entschieden hätten, Krugers Bloemfontein-Vorschläge als „praktisch, vernünftig und beträchtlichen Schritt in die richtige Richtung“ zu akzeptieren. Später im Juni erkannten niederländische Politiker am Kap jedoch, dass Krugers Einstellung nicht so vernünftig war wie gedacht, und Hofmeyer besuchte zusammen mit Herrn Herholt, dem Landwirtschaftsminister der Kapkolonie, Pretoria. Nach ihrer Ankunft fanden sie den „Volksraad“ des Transvaal in einer trotzigen Stimmung vor. Das Parlament hatte soeben eine Resolution verabschiedet, die vier neue Sitze im Volksraad für die Minendistrikte und fünfzehn exklusive Burgher-Distrikte schuf. Hofmeyr brachte bei einem Treffen mit der Exekutive seine Unzufriedenheit mit diesen Vorgängen offen zum Ausdruck. Hofmeyrs Einfluss wurde jedoch von einem Botschafter des Oranje-Freistaates namens Abraham Fischer übertroffen, der zwar vorgab, ein Friedensstifter zu sein, aber in Wirklichkeit die Buren zu extremen Maßnahmen ermutigte.
Hofmeyrs Ruf als kluger Diplomat und Anführer der niederländischen Partei machte ihn zu einem mächtigen Delegierten. Wenn es jemanden gab, der Kruger zu einer Änderung seines Plans überreden konnte, dann war es Hofmeyr. Die gemäßigten Vertreter aller Parteien schauten erwartungsvoll zu Hofmeyr, aber keiner so sehr wie Schreiner. Hofmeyrs Mission in Bezug auf Kruger erwies sich jedoch wie alle anderen Versuche als unfruchtbar. Er kehrte enttäuscht, aber nicht wirklich überrascht über sein Scheitern nach Kapstadt zurück. Die Buren-Exekutive forderte Schreiner derweil auf, am 7. Juli einen Brief an die „South African News“ zu schreiben, in dem er mit Bezug auf seine eigene Regierung sagte: „Besorgt und stets aktiv mit der Hoffnung auf vernünftige Veränderungen des existierenden repräsentativen System der Südafrikanischen Republik, ist diese Regierung überzeugt, dass es keinen Anlass für eine aktive Einmischung in die internen Angelegenheiten dieser Republik gibt.“
Der Brief erwies sich als übereilt und unglücklich. Am 11. Juli, appellierte Schreiner nach einem Treffen mit Hofmeyr persönlich an Kruger, sich der imperialen Regierung mit friedlicher Gesinnung zu nähern. Ein weiteres Ereignis ließ zur gleichen Zeit eine feindliche Stimmung in der Öffentlichkeit gegen Schreiner aufkommen. Am 7. Juli wurden 500 Gewehre und 1.000.000 Einheiten Munition in Port Elizabeth angeliefert, an die Regierung des Freistaates übergeben und nach Bloemfontein gebracht. Die Übergabe wurde an Schreiner gemeldet, der es jedoch nicht für nötig hielt, sie zu stoppen. Er rechtfertigte seine Entscheidung mit der Aussage, dass er kein Recht habe, die Verschiffung von Waffen in der Kapkolonie zu stoppen, seit Großbritannien mit dem Freistaat Frieden geschlossen habe. Seine Untätigkeit brachte ihm jedoch unter britischen Kolonialisten den Spitznamen „Ammunition Bill“ ein. Später warf man ihm vor, den Fortschritt der Artillerie und der Gewehre zur Verteidigung von Kimberley, Mafeking und anderer Städte in der Kolonie verzögert zu haben. Er entschuldigte sich damit, er habe den Krieg nicht vorhergesehen und keine unberechtigten Verdächtigungen bei der Regierung des Freistaates wecken wollen. Sein Verhalten in beiden Fällen war vielleicht technisch korrekt, verärgerte jedoch die loyalen Kolonialisten.
Chamberlain sandte am 28. Juli eine versöhnliche Botschaft an Kruger, in der er ein Delegiertentreffen zur Beratung über die jüngsten Vorschläge anbot. Am 3. August bat Schreiner Fischer telegrafisch, dass Transvaal Chamberlains Vorschlag akzeptieren solle. Nach einer Anfrage des Freistaates über die Bewegung britischer Truppen, verweigerte Schreiner die Freigabe von Informationen und verwies den Freistaat an den Hochkommissar. Am 28. August veranlasste die Vertagung im Parlament Sir Gordon Sprigg zur Diskussion über eine Entwaffnung des Freistaates. Schreiner beantragte daraufhin den größtmöglichen Tadel für Sprigg, sowohl in der Kolonie als auch in Großbritannien. Im Fall von Unruhen würde Sprigg die Kolonie in Bezug auf ihr Militär und ihre Bevölkerung abseits halten. Im Verlauf seiner Rede verlas er ein Telegramm von Präsident Steyn, in dem der Präsident jegliche aggressive Handlung im Freistaat als absurd zurückwies. Die Rede sorgte für einen Skandal in der britischen Presse.
Aus Schreiners Verhalten in der zweiten Hälfte des Jahres 1899 geht ziemlich deutlich hervor, dass er mit seiner Ansicht bezüglich der Situation im Transvaal völlig falschlag. Er zeigte die gleiche Unfähigkeit, die Sorgen der Uitlander zu verstehen, denselben vergeblichen Glauben an eine eventuelle Fairness des Präsidenten Kruger als Premierminister der Kapkolonie wie bereits damals, als er vor dem British South Africa Select Committee zum Jameson Raid aussagte. Ihm sollte eigentlich klar gewesen sein, dass die Appelle an die Vernunft von Präsident Kruger unfruchtbar und die Proteste von Präsident Steyn unaufrichtig waren.

### Zweiter Burenkrieg (1899–1902)
Der erste Schuss in diesem Krieg wurde in Kraipan, einer kleinen Eisenbahnstation innerhalb der Kolonie, 40 Meilen südlich von Mafeking abgegeben, woraufhin ein Zug entgleiste und Munition, die für Colonel Baden-Powell gedacht war, eingenommen wurde. Damit wurde Mafeking, die nördlichste Stadt der Kapkolonie, isoliert und blieb mehr als sieben Monate lang im Belagerungszustand. Am 16. Oktober isolierte man auch Kimberley. Am 18. Oktober beanspruchten Transvaal und der Oranje-Freistaat Teile der Kapkolonie, darunter Britisch-Betschuanaland und Griqualand West mit den Diamanten-Feldern. Am 28. Oktober 1899 unterzeichnete Schreiner eine von Sir Alfred Milner als Hochkommissar herausgegebene Proklamation, die die Gebietsansprüche der Buren für null und nichtig erklärte.
Am 10. und 11. Dezember kam es zu britischen Gegenangriffen in Stormberg und Magersfontein. Diese Aktivitäten gleich zu Beginn des Krieges lieferten den kolonialen Buren an der Front einen Anlass, sich ihren Angehörigen von den Republikanern anzuschließen. Die meisten Buren hatten große Familien. Viele jüngere Söhne aus der Kolonie, die nichts zu verlieren hatten, verließen ihre Heimat mit Pferd und Gewehr, um sich den republikanischen Streitkräften anzuschließen.
In der Zwischenzeit rieben sich loyale Kolonialisten am Kap daran, dass sie von den imperialen Autoritäten verspätet verpflichtet wurden. Erst nach der Ankunft von Lord Roberts und Lord Kitchener in Kapstadt am 10. Januar 1900 konnten diese unschätzbaren und erfahrenen Männer hervortreten. Lord Roberts beschäftigte die Angelegenheit so sehr, dass er Colonel Brabant, einen bekannten und respektierten kolonialen Veteranen und Parlamentsmitglied, sofort zum Brigadegeneral ernannte und begann, loyale Kolonialisten zu rekrutieren. Am 15. Februar befreite General French Kimberley, während der Buren-General Cronjé Magersfontein evakuierte und sich nach Bloemfontein zurückzog. Cecil Rhodes war während der gesamten Belagerung in Kimberley eingeschlossen und seine Anwesenheit war für die Buren ein zusätzlicher Anreiz, die Stadt einzunehmen. Seine herausragende Stellung und sein Einfluss auf de-Beers-Arbeiter ermöglichten es ihm, den Dienst der Yeoman zu leisten, was den Einwohnern Enthusiasmus und Mut verlieh. Die Konstruktion einer großen Kanone, die mit dem „Long Tom“ der Buren konkurrieren konnte, in den Werkstätten de Beers unter Rhodes´ Befehl und mit der Genialität des Amerikaners Labram, der wenige Tage nach der Fertigstellung getötet wurde, ist eines der bedeutendsten Ereignisse dieser Zeit.
Mit der Befreiung von Mafeking am 17. Mai 1900 endete die Rebellion am Kap und die Kolonie war zumindest vorübergehend frei von feindlichen Kräften.
Am 20. März 1900 warb der spätere Sir James Rose-Innes, ein prominentes Mitglied des Parlaments, der sich mehrere Jahre lang von allen Parteien ferngehalten und Schreiners Aktionen bezüglich der Waffenlieferung in den Freistaat verteidigt hatte, bei seinen Wählern in Claremont für die Annexion beider Republiken und im Rahmen einer eloquenten Rede bemerkte er, dass die Loyalität in Kanada trotz einiger Rebellionen von den französischen Kanadiern durch freie Institutionen gesichert worden sei. In Südafrika könne eine ähnliche Politik zu ähnlichen Ergebnissen mit den Buren führen. Im Juni legte Schreiner, dessen Unterstützung für Sir Alfred Milner viele seiner Mitstreiter im Bond verärgert hatte, sein Amt nieder, nachdem sein Gesetzesentwurf zur Entrechtung, den er in Abstimmung mit der heimatlichen Regierung zur Bestrafung der Kap-Rebellen einführen wollte, keine Unterstützung gefunden hatte. Das Strafmaß war sicherlich angemessen, aber die allgemeine Entrechtung gefiel den Bond-Extremisten weniger als die Strenge gegenüber Individuen. Sir Gordon Sprigg, der nach einer beträchtlichen politischen Krise Schreiners Nachfolger und damit zum vierten Mal Premierminister wurde, konnte das Gesetz schließlich in Kooperation mit Schreiner durchsetzen.
Ende 1900 ging der Krieg in eine neue Phase in Form von Guerilla-Auseinandersetzungen mit vereinzelten Streitkräften der Buren. Im Dezember drangen einige dieser Banden in die Kapkolonie ein und versuchten, koloniale Buren für sich zu gewinnen. Die Bemühungen waren zunächst erfolglos, aber als die Buren im Jahr 1901 diverse Distrikte immer noch unter Kontrolle hatten, sahen die Autoritäten die Notwendigkeit, das Kriegsrecht in der gesamten Kolonie auszurufen, was am 9. Oktober 1901 geschah.
Obgleich die Burenstaaten nach wie vor über aktionsfähige Regierungen verfügten und ihre Heere ungeschlagen im Felde standen, wurden der Freistaat und später auch Transvaal zu britischen Kronkolonien erklärt. Von nun an galten die Burenkommandos nicht nur als Rebellenbanden, sondern man machte die Zivilbevölkerung für deren Kriegshandlungen verantwortlich. Wo ein Telegraf zerstört oder ein Blockhaus der britischen Armee gesprengt wurde, ließen Lord Roberts und Kitchener die benachbarten Farmen ausrauben und in Brand stecken. Die Bewohner dieser Gehöfte – Frauen, Kinder und kampfunfähige Greise – wurden „zu ihrem eigenen Schutz“ in Konzentrationslager geschafft. Ebenso erging es den Angehörigen derjenigen Buren, die sich weigerten, den Neutralitätseid abzulegen (der sie übrigens nicht, wie man hätte annehmen sollen, vor der Deportation nach St. Helena oder Ceylon schützte). Aber alle diese Brutalitäten verdoppelten nur noch den Selbstbehauptungswillen der Buren. 
Am 4. Januar 1901 wurde Sir Alfred Milner zum Gouverneur von Transvaal und der Oranjefluss-Kolonie ernannt und wenig später als Lord Milner zum Peer. Sir Walter Hely-Hutchinson, der Gouverneur von Natal, wurde sein Nachfolger als Gouverneur der Kapkolonie. Das Amt des Hochkommissars in Südafrika wurde vom Amt des Gouverneurs getrennt und mit dem des Transvaal verbunden – ein Zeichen für die veränderten Bedingungen in Südafrika. Die Trennung der Kolonialisten in Anhänger der Buren-Staaten und Vertreter der britischen Verbindung spiegelte sich zum Nachteil des Staatswohls in den Parteien des Kap-Parlaments. Es gab den Vorschlag, die Verfassung aufzuheben, aber dieses Vorgehen erschien zu drastisch. Die Progressive Party, in der die Befürworter einer dauerhaften Ansiedlung unter britischer Flagge versammelt waren, verlor ihren Anführer und Südafrika seinen führenden Staatsmann, als Cecil Rhodes im Mai 1902, wenige Wochen vor dem Kriegsende, starb.

### Nach dem Krieg
Die Anerkennung der Niederlage durch die Buren im Feld und die Unterdrückung von etwa 10.000 Rebellen schwächte nicht das Bestreben der Niederländer, die politische Vorherrschaft in der Kolonie zu erlangen. Im Herbst 1902 strebte Sir Gordon Sprigg, der Premierminister und nominelle Anführer der Progressiven, danach, seine Position zu sichern, indem er sich die Unterstützung der Bond-Partei im Parlament sicherte. Anfang 1902 nahm Chamberlain Kapstadt in seine Route beim Besuch in Südafrika auf und veranstaltete Konferenzen mit den politischen Anführern aller Parteien. Eine Versöhnung zwischen dem Bond und den Briten in der Kolonie war jedoch immer noch unmöglich und die beiden Parteien konzentrierten ihre Anstrengungen auf einen Sieg bei der kommenden Wahl. Hofmeyr, der die meiste Zeit des Krieges in Europa verbracht hatte, kehrte in die Kapkolonie zurück, um den Bond neu zu organisieren. Auf der anderen Seite trat Leander Jameson als Anführer der Progressiven hervor. Das Parlament wurde im September 1903 aufgelöst. Seit dem Krieg hatte es zwei wichtige Maßnahmen verabschiedet – eine Beschränkung der Zuwanderung (1902) und die Ratifizierung der ersten Handelsunion zwischen allen südafrikanischen Kolonien. Diese Konvention zeichnete sich besonders durch die bevorzugte Behandlung (im Allgemeinen ein Rabatt von 25 % auf bereits erhobene Abgaben) von Importen aus dem Vereinigten Königreich.
Die Wahl drehte sich um die Vorherrschaft der Briten oder des Bond. Die Rebellen waren aus dem Wählerverzeichnis gestrichen worden. Viele von ihnen waren nicht nur entrechtet, sondern saßen auch im Gefängnis. Die Prognosen waren nicht eindeutig und beide Seiten warben um native Wähler, die in mehreren Wahlkreisen die Machtbalance hielten. Die Vertreter des Bond waren in ihren Versprechen gegenüber der indigenen Bevölkerung freigiebiger als ihre Gegner und luden sogar einen afrikanischen Journalisten (vergeblich) ein, sich um einen Sitz im Parlament zu bewerben. Angesichts der Agitation um die Einführung chinesischer Lastträger zur Arbeit in den Minen des Witwatersrand erklärten die Progressiven ihre Absicht, sie aus der Kolonie auszuschließen, was ihnen einige Stimmen von Einheimischen einbrachte. Die Wahl (im Januar und Februar 1904) brachte den Progressiven schließlich eine Mehrheit von fünf Sitzen in einem Parlament mit 95 Mitgliedern. Zu den gescheiterten Kandidaten gehörten prominente Unterstützer des Bond wie Merriman und Sauer sowie Sir Gordon Sprigg und A. Douglass, ein weiteres Mitglied des Kabinetts. Der ehemalige Premierminister W. P. Schreiner scheiterte als unabhängiger Kandidat.
Am 18. Februar löste Leander Jameson Sir Gordon Spriggs ab und formte ein britisch geprägtes Ministerium. Die erste Amtshandlung war die Einführung eines Additional Representation Bill am 4. März, um das Ungleichgewicht der Wähler in ländlichen und städtischen Distrikten zumindest teilweise auszugleichen. Die größeren Städte teilten sich zwölf neue Sitze im Parlament und die Legislative wurde um drei Mitglieder erweitert. Da die meisten städtischen Wähler Briten waren, gab es eine verbitterte Opposition der Bond-Mitglieder gegen das neue Gesetz, da sie darin ein Mittel zur Auslöschung ihrer parlamentarischen Macht sahen. In Wirklichkeit verlangten die deutlichen Anomalien in der Sitzverteilung, durch die eine Minderheit der Wähler in den ländlichen Bezirken eine Mehrheit von Mitgliedern bestimmte, nach dem Gesetz und die Städte waren immer noch unangemessen repräsentiert. Zwei oder drei Niederländer, die das Gesetz unterstützten, sahen sich Angriffen der Bond-Vertreter ausgesetzt. Doch das Gesetz wurde verabschiedet und im Juli, nach Abschluss der Saison, fanden die Wahlen für die zusätzlichen Sitze statt. Dabei vergrößerten die Progressiven ihre Mehrheit, die zuvor nur einen Sitz Unterschied ausgemacht hatte.
Gleich zu Beginn seiner Amtszeit musste sich das Ministerium Jameson mit einer ernsten finanziellen Situation beschäftigen. Während des Krieges hatte die Versorgung mit Waffen im Feld eine künstliche Inflation des Handels verursacht und das Ministerium Sprigg hatte eine Politik der extravaganten Ausgaben verfolgt, die nicht von den Finanzen der Kolonie abgesichert war. Die langsame Erholung der Goldminen und anderer Industriezweige im Transvaal nach dem Krieg zeigte sich in einem massiven Abfall des Handels in der Kapkolonie in der zweiten Hälfte des Jahres 1903, wobei der Stress durch eine schwere Trockenzeit noch vergrößert wurde. Leander Jameson fand bei seinem Amtsantritt leere Kassen vor und musste vorübergehend beträchtliche Darlehen aufnehmen. Außerdem sanken die Einkünfte 1904 im Vergleich zum Vorjahr von 11.701.000 Pfund auf 9.913.000 Pfund. Die Regierung beschränkte sich nicht darauf, offizielle Gehälter zu kürzen und eine strikte Wirtschaftspolitik auszuüben, sondern nahm im Juli 1904 auch ein Darlehen über 3.000.000 Pfund auf. Sie führte außerdem eine gestaffelte Steuer (6 Pennies bis 1 Shilling pro Pfund) auf alle Einkommen über 1000 Pfund ein. Auf Spirituosen und Bier erhob man eine beträchtliche Akzise, was die Brandy-Hersteller erleichterte. Dadurch wurde aus dem Defizit von 731.000 Pfund im Jahr 1904/05 ein Überschuss von 5161 Pfund im Jahr 1905/06. Das kleine Plus erlangte man trotz weiter sinkender Einnahmen.
Leander Jamesons Programm war größtenteils materieller Natur. In der Eröffnungsrede zur Parlamentssaison 1905 sagte er: „Ohne eine beträchtliche Entwicklung unserer landwirtschaftlichen und ländlichen Ressourcen können wir unsere Position als selbstversorgende Kolonie nicht sichern.“ Dieses Vertrauen auf die eigenen Ressourcen war umso notwendiger für die Kapkolonie, da sie mit Natal und Delagoa Bay um den Handel des Transvaal konkurrierte. Die Eröffnung hinterer Distrikte durch die Eisenbahn verfolgte man sehr intensiv und zur Unterstützung der Landwirtschaft gab es auch große Anstrengungen. Die Mühen wurden mit herzlicher Anerkennung durch die niederländischen Farmer belohnt und die Freilassung der Rebellen im Mai 1904 war ein weiterer Schritt zur Versöhnung. Beim Ausschluss der Chinesen aus der Kolonie war die Bond-Partei einer Meinung mit dem Ministerium. Ein Bildungsgesetz von 1905 förderte die Entwicklung von Schulen und lieferte die Grundlage für die Einführung einer allgemeinen Schulpflicht. Die Etablierung freundschaftlicher Beziehungen zu den benachbarten Kolonien gehörte auch zu den wichtigen Themen in Jamesons Politik. Der Bond suchte die Nähe von „Het Volk“, der Buren-Organisation im Transvaal, und ähnlichen Gruppen. Beim Kongress im März 1906 in Ceres wurde eine Resolution verabschiedet, wonach man mit Bezug auf die ursprüngliche Konzeption des Bond, niederländisches Denken und Handeln in ganz Südafrika vereinigen wollte.
Angelegenheiten mit der einheimischen Bevölkerung lieferten immer Anlass zur Unruhe. Im Januar 1905 berichtete eine Kommission über die „Eingeborenen-Frage“, da sie ganz Südafrika betraf, und machte Vorschläge für eine Gesetzesänderung in der Kapkolonie, um das Franchising der Einheimischen zu respektieren. Nach Ansicht der Kommission würde das Franchising in den Händen der einheimischen Bevölkerung unter den vorherrschenden Bedingungen bald eine unzumutbare Situation hervorrufen, was unklug und gefährlich sei. (Die Registrierung von 1905 ergab eine Anzahl von 23.000 nicht-weißen Wählern in der Kolonie.) Die Kommission schlug getrennte Wahlen für „Farbige“ für eine bestimmte Anzahl von Mitgliedern vor, wie es in Neuseeland mit den Māori praktiziert wurde. Die bevorzugte Behandlung der einheimischen Bevölkerung in der Kapkolonie sei ein Hindernis auf dem Weg zu einem südafrikanischen Bündnis. Die anschließenden Diskussionen führten jedoch zu keinem unmittelbaren Ergebnis.
Ein weiterer Störfaktor im Zusammenhang mit nativen Angelegenheiten war der Aufstand der Herero und Nama in Deutsch-Südwestafrika. 1904 und in den folgenden Jahren kamen zahlreiche Flüchtlinge, darunter einige der wichtigsten Häuptlinge, in britisches Territorium und Deutschland klagte, dass die Kap-Regierung die Flüchtlinge nicht ausreichend kontrolliere. Die Unruhen endeten jedoch im September 1907. In diesem Monat befand sich Jakobus Morenga, ein Häuptling, der von den kolonialen Autoritäten interniert worden war, aber fliehen konnte und die Feindseligkeiten gegen die Deutschen fortsetzte, wieder auf der britischen Seite der Grenze, wo er nach der Weigerung, sich zu ergeben, von der Cape Mounted Police verfolgt und getötet wurde. Die Revolte in der deutschen Kolonie hatte fast ein Jahr vor Morengas Tod indirekt einen Buren-Überfall in der Kapkolonie verursacht. Im November 1906 drang eine kleine Gruppe von Transvaal-Buren, die von den Deutschen gegen die Khoikhoi verwendet wurde, unter der Führung von Ferreira in die Kolonie ein und begann, Farmen zu überfallen und gewaltsam Rekruten zu gewinnen. Innerhalb einer Woche wurden alle Filibuster gefangen. Ferreira und vier Mitstreiter verurteilte man im Februar 1907 wegen Mordes, wobei man die ursprünglichen Todesurteile in Zuchthausstrafen umwandelte.
Als Resultat einer interkolonialen Konferenz in Pietermaritzburg Anfang 1906 entstand am 1. Juni 1906 eine neue Handelskonvention mit deutlich protektivem Charakter. Zur gleichen Zeit stieg der Rabatt für Güter aus Großbritannien und den wechselseitigen Kolonien. Die Parlamentssession, die für diese Änderung verantwortlich war, zeichnete sich durch die Aufmerksamkeit aus, die den Bewässerungs- und Eisenbahn-Plänen gewidmet wurde. Eine wichtige politische Maßnahme im Jahr 1906 war ein Amnestie-Gesetz, das mehr als 7000 ehemaligen Rebellen, die sonst kein Stimmrecht bei der folgenden Wahl gehabt hätten, wieder zum Franchising 1907 zuließ.
Während die Bemühungen um die Entwicklung der landwirtschaftlichen und mineralischen Ressourcen des Landes erfolgreich waren, litten die Städte weiterhin unter der Inflation – einem Übermaß an Einkäufen, Baumaßnahmen und Spekulationen –, die die Kriegszeit auszeichnete. Als Konsequenz daraus sanken die Importe 1906/07 weiter und da die Einnahmen wesentlich von den Abgaben abhingen, verringerten sich die Staatseinnahmen beträchtlich. Am 30. Juni 1907 betrug das Defizit 640.455 Pfund. Das Minus von 4.000.000 Pfund in vier Jahren reflektiert zwar nicht die wirklichen wirtschaftlichen Zustände im Land, das sich durch zunehmende einheimische Produktion selbst half, verursachte jedoch eine allgemeine Unruhe und verschlechterte die Position des Ministeriums. 1907 sorgte die Opposition in der Legislative für eine Krise, als sie die vom Unterhaus geforderte Versorgung ablehnte. Jameson bezweifelte die Rechtmäßigkeit dieses Handelns und auf seinen Rat hin löste der Gouverneur das Parlament im September 1907 auf. Vor seiner Auflösung verabschiedete das Parlament noch ein Gesetz, das eine Erwerbssteuer von 10 % für Diamant- und Kupfer-Unternehmen mit einem Jahreseinkommen über 50.000 Pfund festsetzte, sowie ein Gesetz für eine landwirtschaftliche Kreditbank.

### Merriman als Premierminister
Bei den Wahlen im Januar 1908 siegte der Bond. Seine Unterstützer, die sich selbst als die Südafrikanische Partei bezeichneten (die Progressiven wurden in Unionisten umbenannt), erlangten 17 von insgesamt 26 Sitzen. Daraufhin gab Leander Jameson am 31. Januar sein Amt auf und es bildete sich ein Ministerium unter der Führung des Premierministers und Schatzmeisters John X. Merriman und dem Arbeitsminister J. W. Sauer. Keiner der beiden Politiker gehörte dem Bond an und beide waren bereits unter Cecil Rhodes und W. P. Schreiner im Amt gewesen. Sie waren jedoch lange Zeit die führenden Persönlichkeiten der Bond-Politik. Die Wahlen der Legislative folgten im April und brachten auch wegen des erneuten Verlustes des Stimmrechtes der Ex-Rebellen eine entscheidende Mehrheit für das Merriman-Ministerium. Gewählt wurden 69 Mitglieder aus der Südafrikanischen Partei, 33 Unionisten und fünf Unabhängige, darunter die Ex-Premierminister Sir Gordon Sprigg und Schreiner. Der Wechsel im Ministerium änderte nichts an der problematischen finanziellen Situation. Während die ländlichen Distrikte einigermaßen prosperierten (Zuwachs an landwirtschaftlichen Produkten), ging es für den Transithandel und die städtische Industrie weiterhin abwärts. Die Depression verschärfte sich durch die Finanzkrise in den USA, die den Wollhandel und noch mehr den Diamantenhandel betraf, was zu einem vorübergehenden Stopp der Kimberley-Minen führte. (Der Einbruch zeigt sich bei einem Vergleich der Werte für aus der Kapkolonie exportierte Diamanten. Der Wert sank von 8.973.148 Pfund im Jahr 1907 auf 4.796.655 Pfund im Jahr 1908.) Dadurch sanken die Einnahmen beträchtlich und der öffentliche Haushalt für 1907/1908 offenbarte ein Defizit von 996.000 Pfund sowie ein voraussichtliches Defizit in etwa gleicher Höhe für das folgende Jahr. Um das Budget auszugleichen, verfügte Merriman drastische Nachbesserungen, darunter eine Aufhebung des sinkenden Fundus, eine Reduzierung der Gehälter für alle Beamten und eine jährliche Einkommensteuer von 50 Pfund. Die ernste wirtschaftliche Lage trug auch dazu bei, dass das Kap-Parlament die erneuerte Bewegung für eine engere Union der südafrikanischen Kolonien, die Jameson 1907 formell initiiert hatte, unterstützte. Im Jahr 1909 entschied eine nationale Konvention über die Vereinigung und 1910 wurde die Union of South Africa errichtet, innerhalb derer die Kapkolonie zur „Kap-Provinz“ wurde.

## Überblick: Premierminister der Kapkolonie seit 1872

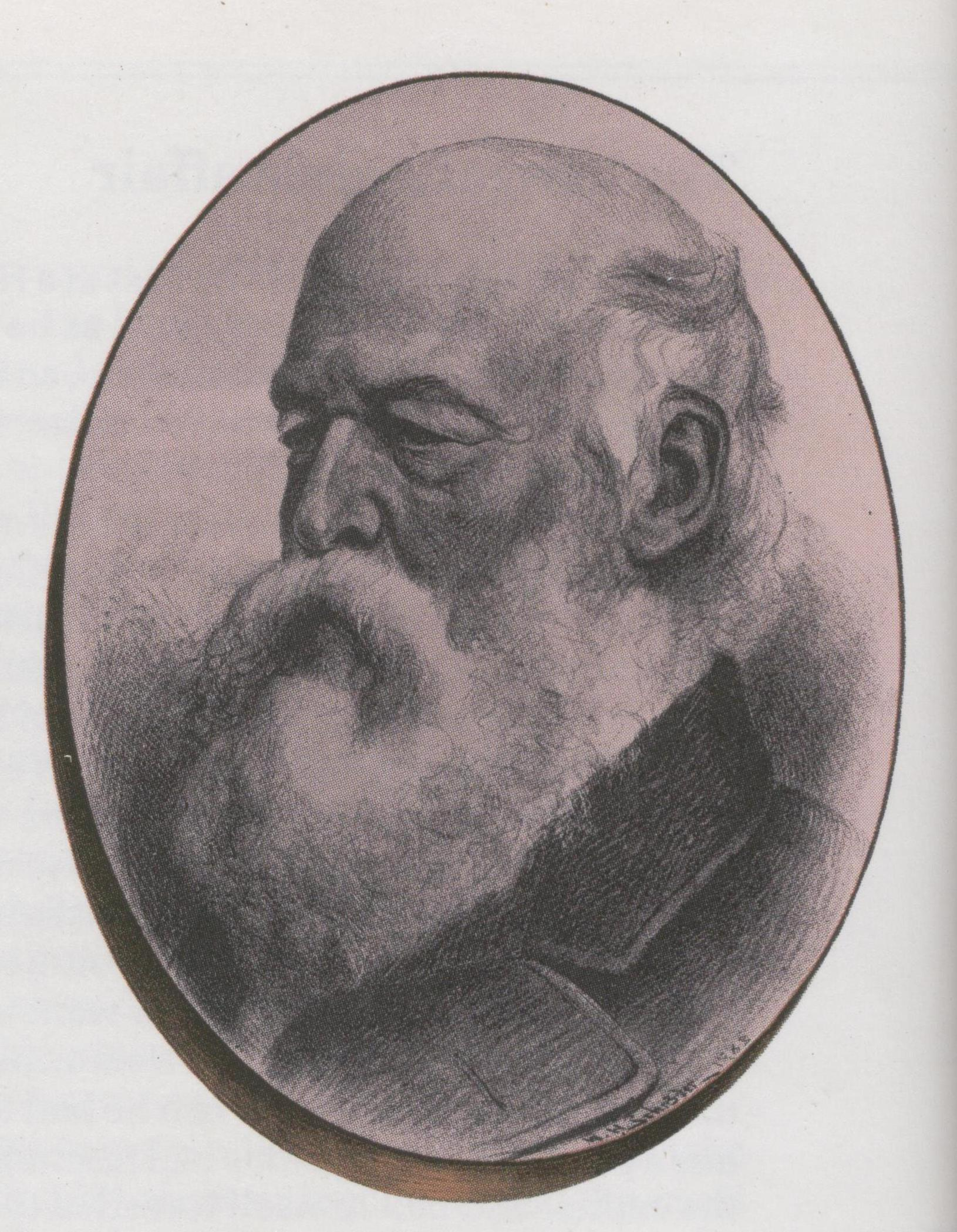
Sir John Charles Molteno, Premierminister der Kapkolonie

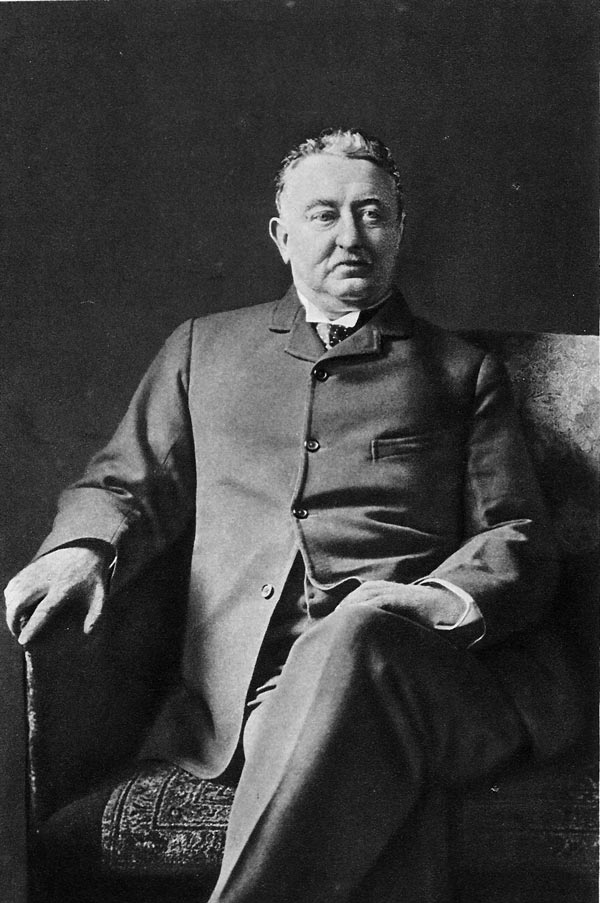
Premierminister Cecil John Rhodes

| Nr. | Name                            | Partei              | Amtsantritt       | Ende der Amtszeit |
| --- | ------------------------------- | ------------------- | ----------------- | ----------------- |
| 1   | Sir John Charles Molteno        | Unabhängiger        | 1. Dezember 1872  | 5. Februar 1878   |
| 2   | Sir John Gordon Sprigg          | Unabhängiger        | 6. Februar 1878   | 8. Mai 1881       |
| 3   | Thomas Charles Scanlen          | Unabhängiger        | 9. Mai 1881       | 12. Mai 1884      |
| 4   | Thomas Upington                 | Progressive Party   | 13. Mai 1884      | 24. November 1886 |
| —   | Sir John Gordon Sprigg (2. Mal) | Unabhängiger        | 25. November 1886 | 16. Juli 1890     |
| 5   | Cecil John Rhodes               | Unabhängiger        | >17. Juli 1890    | 12. Januar 1896   |
| —   | Sir John Gordon Sprigg (3. Mal) | Unabhängiger        | 13. Januar 1896   | 13. Oktober 1898  |
| 6   | William Philip Schreiner        | Unabhängiger        | 13. Oktober 1898  | 17. Juni 1900     |
| —   | Sir John Gordon Sprigg (4. Mal) | Progressive Party   | 18. Juni 1900     | 21. Februar 1904  |
| 7   | Leander Starr Jameson           | Progressive Party   | 22. Februar 1904  | 2. Februar 1908   |
| 8   | John Xavier Merriman            | South African Party | 3. Februar 1908   | 31. Mai 1910      |